# Regionaler Naturpark Corbières-Fenouillèdes

Logo des Naturparks

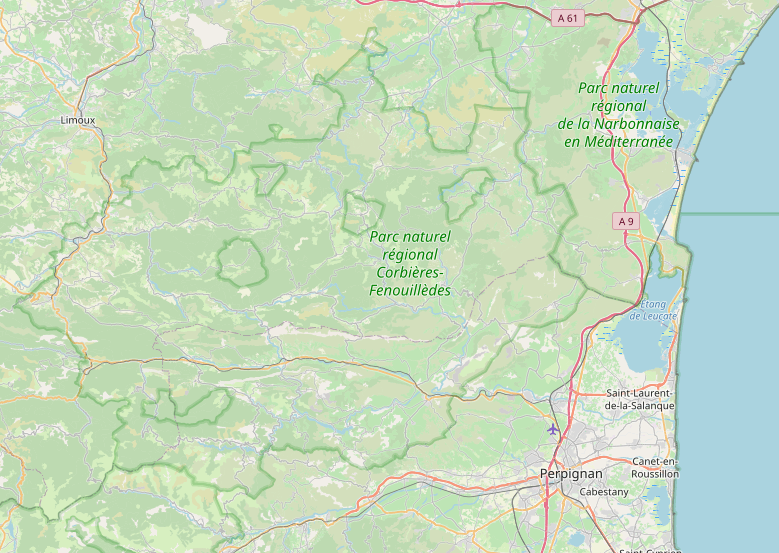
Lageplan des Naturparks

Der Regionale Naturpark Corbières-Fenouillèdes (französisch Parc naturel régional Corbières-Fenouillèdes) liegt in der französischen Region Okzitanien, in den Départements Aude und Pyrénées-Orientales. Er liegt nordöstlich von Perpignan und umfasst die Pyrénäen-Vorländer Corbières im Norden und Fenouillèdes im Süden. Der Park grenzt im Nordosten an den Regionalen Naturpark Narbonnaise en Méditerranée und im Südwesten an den Regionalen Naturpark Pyrénées Catalanes.

## Parkverwaltung
Die Gründung des Naturparks erfolgte am 4. September 2021. Der Park umfasst aktuell eine Fläche von rund 1780 km². 99 Gemeinden mit einem Einzugsgebiet von etwa 30.000 Bewohnern bilden den Park. Die Parkverwaltung mit der Maison du Parc hat ihren Sitz in Tuchan (42° 53′ 24″ N, 2° 43′ 3″ O).

## Größere Orte im Park
Das Gebiet ist extrem dünn besiedelt. Viele Gemeinden kommen über zweistellige Einwohnerzahlen gar nicht hinaus. Die dichter besiedelten Orte liegen im Westen und im Südosten, die übrigen Gebiete haben zumeist nur kleine Siedlungen. 
Größere Gemeinden (mit mehr als etwa 1000 Bewohnern) sind:
- Couiza
- Espéraza
- Estagel
- Latour-de-France
- Opoul-Périllos
- Quillan

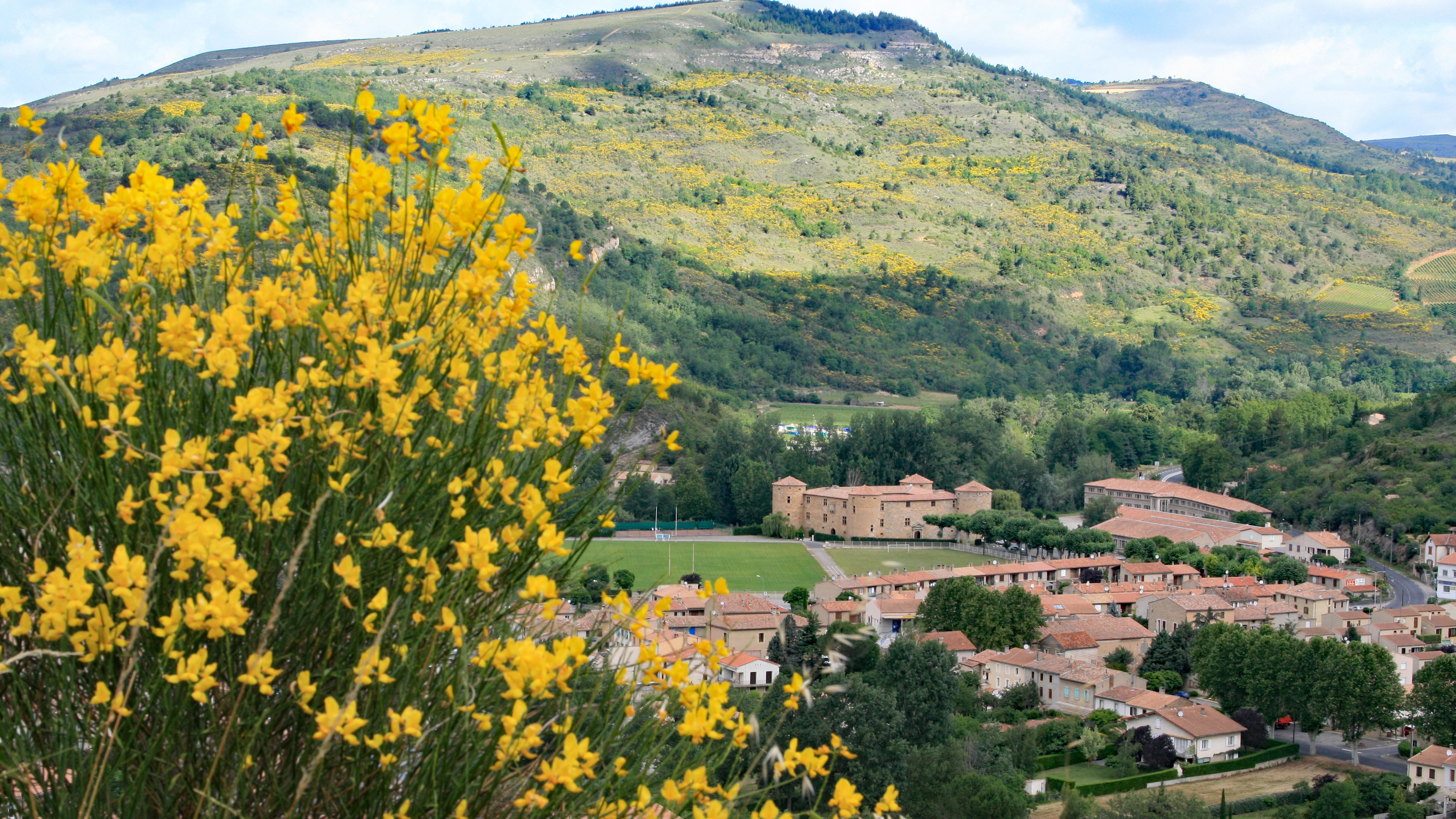
Couiza mit dem Schloss
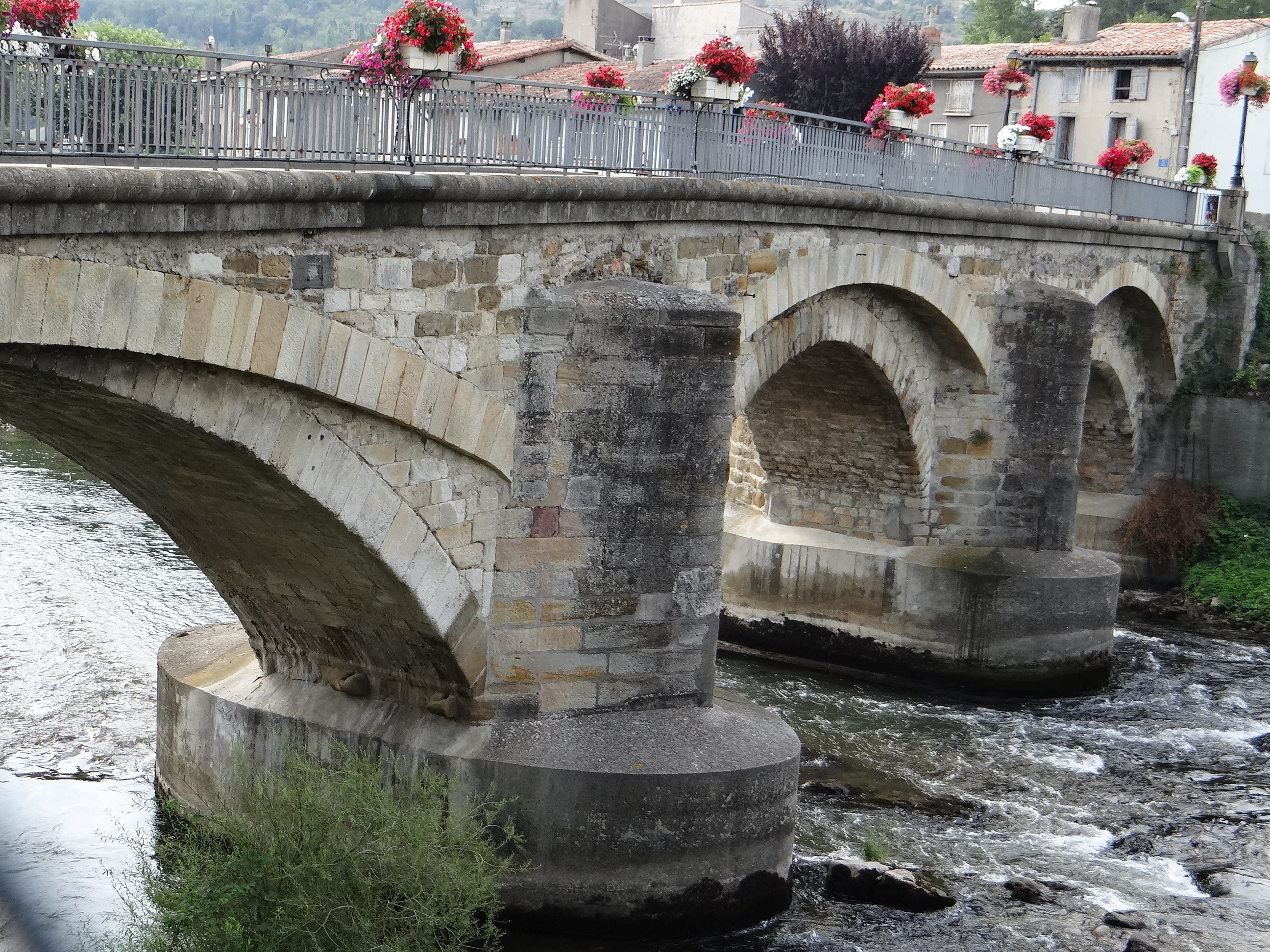
Alte Brücke in Espéraza über die Aude
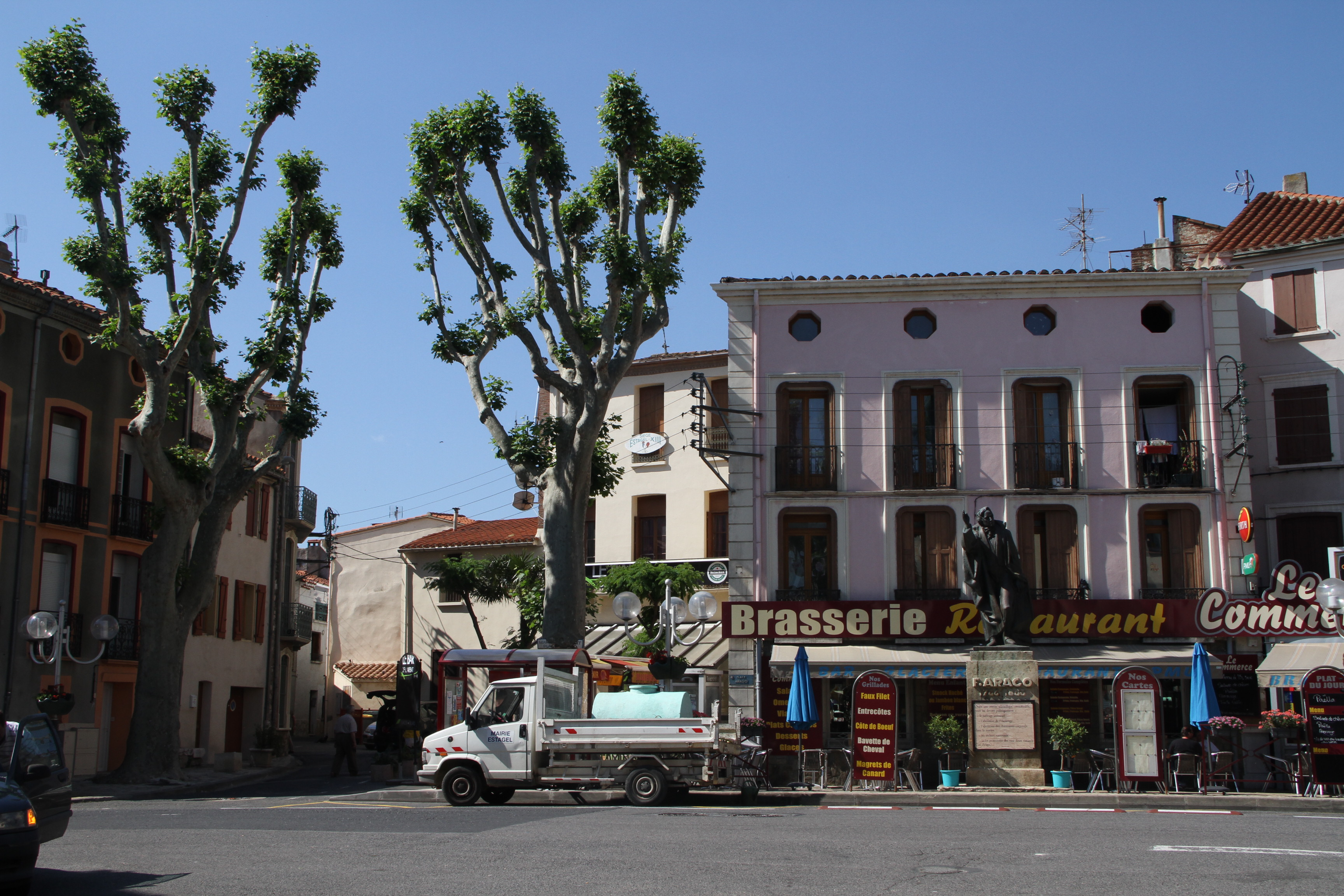
Place Arago in Estagel
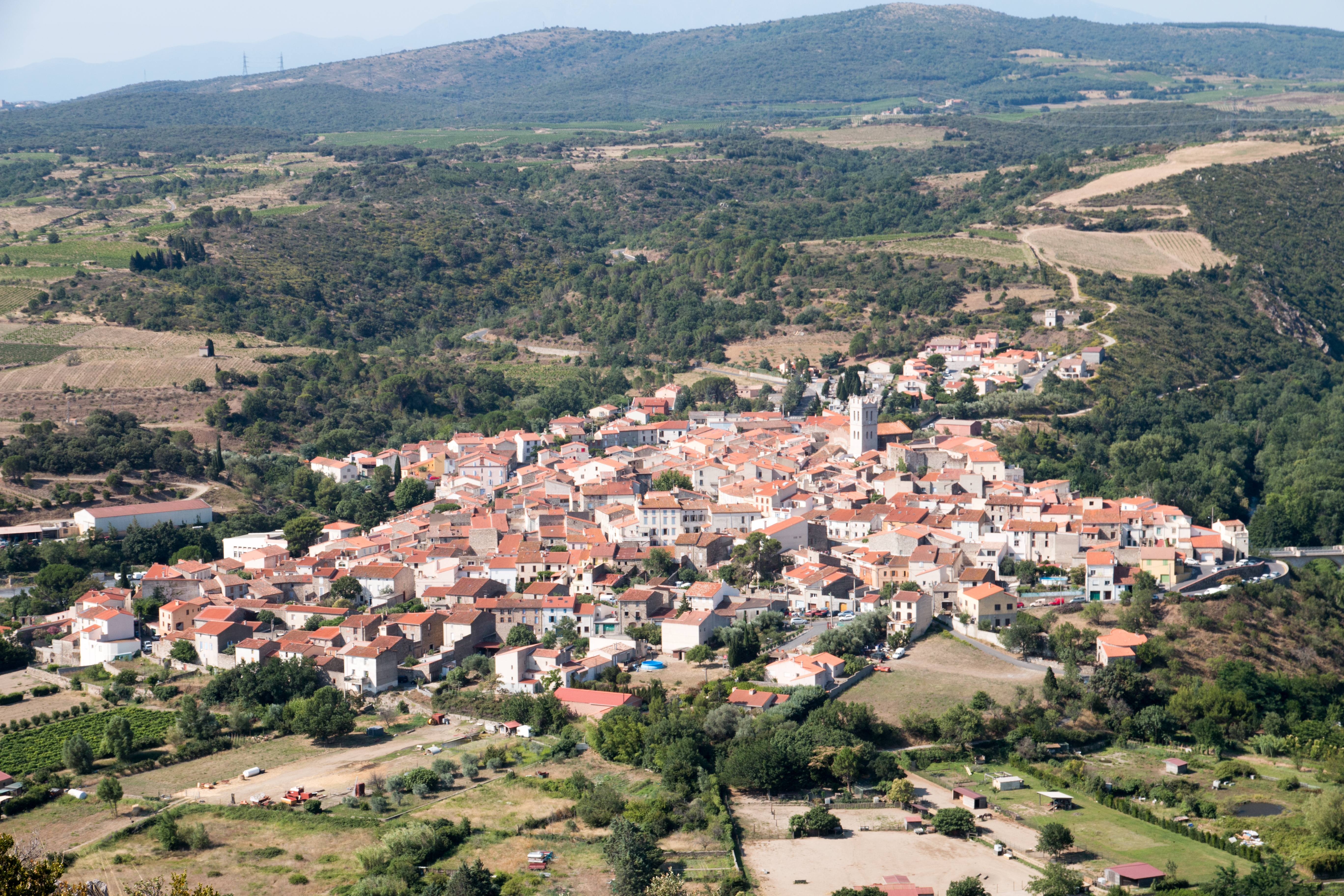
Blick auf Latour-de-France
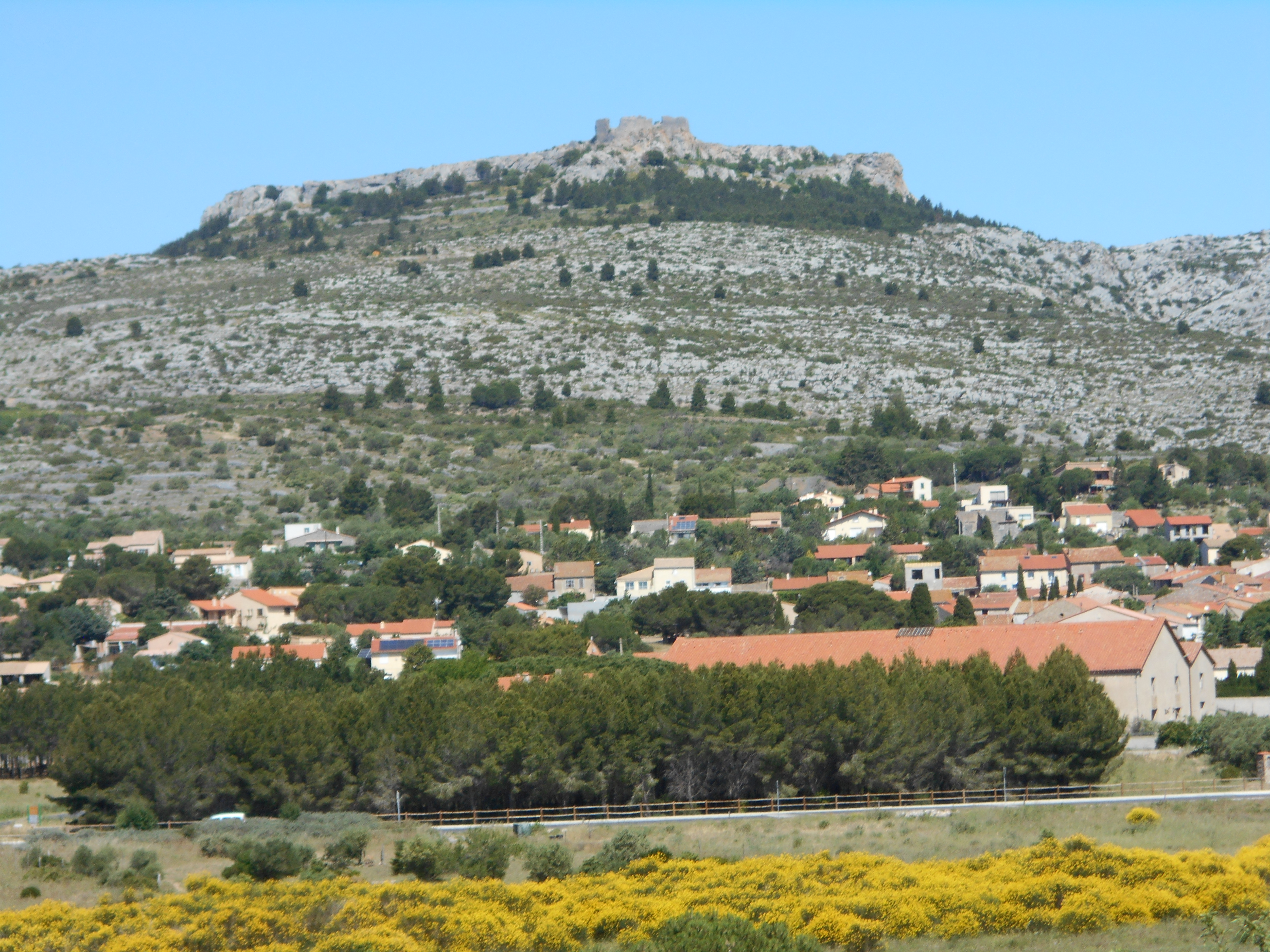
Opoul-Périllos und die Burg Salveterra
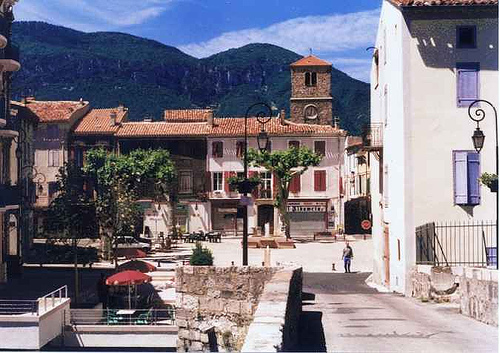
Ortsbild von Quillan

## Landschaften

### Corbières
Die Corbières sind eine Mittelgebirgslandschaft mit Kalkstein- und Schieferböden, die sich hauptsächlich im Département Aude befindet. Das Gebiet wird im Norden vom Fluss Aude, im Osten vom Mittelmeer und im Süden von der Landschaft Fenouillèdes begrenzt, im Westen von einem Abschnitt im Mittellauf der Aude. Hier liegen die Orte Axat, Quillan, Espéraza und Couiza mit einer deutlich höheren Bevölkerungsdichte als im Rest der Landschaft. Bestimmte Teile der Corbières gehören jedoch nicht zum Naturpark, das sind die Corbières maritimes, die an der Mittelmeerküste beim Golfe du Lion liegen, sowie ein Streifen von etwa 15 bis 20 km Tiefe südlich der Talschaft im Unterlauf der Aude bei Carcassonne. Die Corbières bestehen hauptsächlich aus Kalksteinhügeln mit geringer Vegetation und nehmen von Nordost nach Südwest kontinuierlich an Höhe zu. Der höchste Punkt in den Corbières ist der Pic de Bugarach mit einer Höhe von 1230 Metern. Die höheren Gebiete weisen eine Vielzahl von Höhlen, Klüften und Schluchten auf, die sich im Kalkgestein gebildet haben. Im Norden der Hügellandschaft haben die Bäche breite Täler geformt, die zur Aude entwässern. Der Orbieu, der Hauptwasserlauf der Corbières, fließt durch die Orbieu-Schluchten, dann weitet sich das Tal zur Aude. Im Süden sind die Täler enger und gewundener, was erklärt, warum diese Gebiete weniger besiedelt und weniger kultiviert sind.

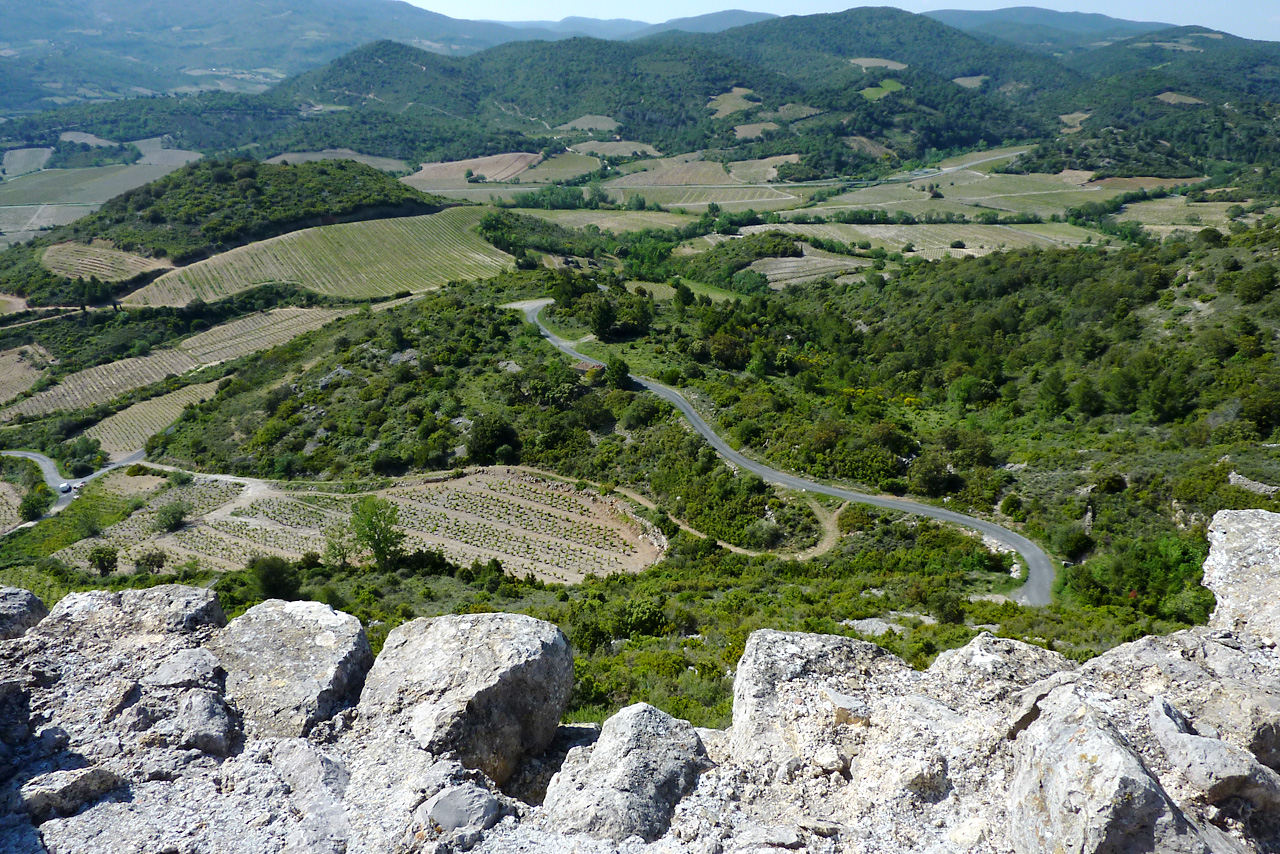
Blick von der Burg Aguilar
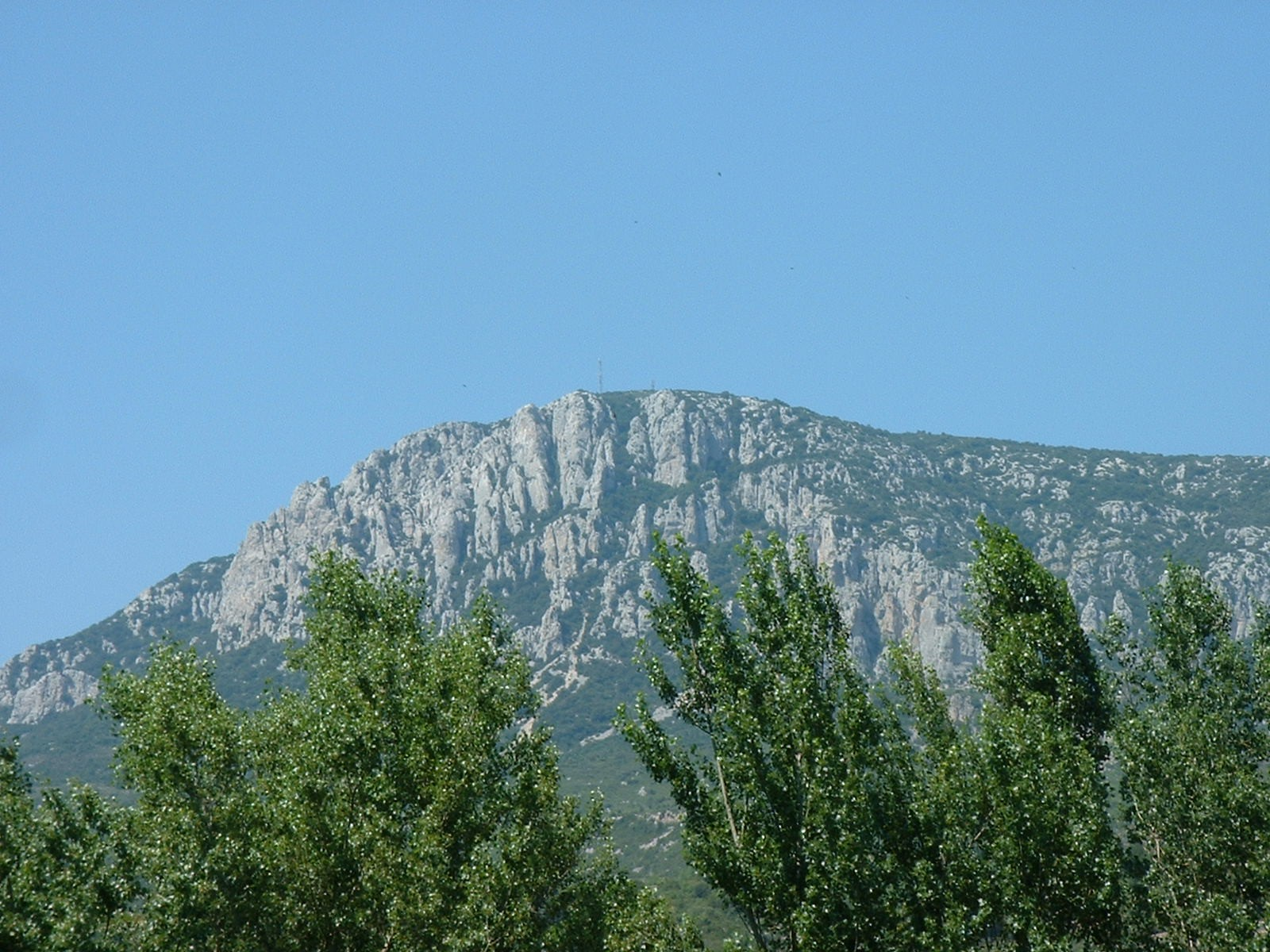
Blick von Cucugnan auf den Mont Tauch
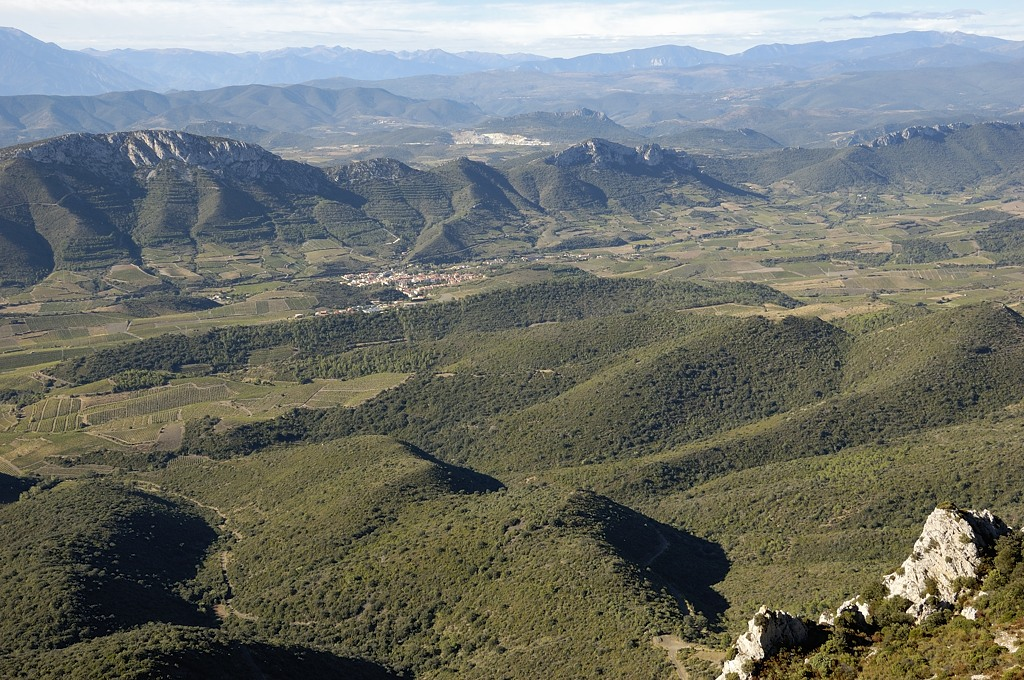
Blick ins Land von der Burg Quéribus
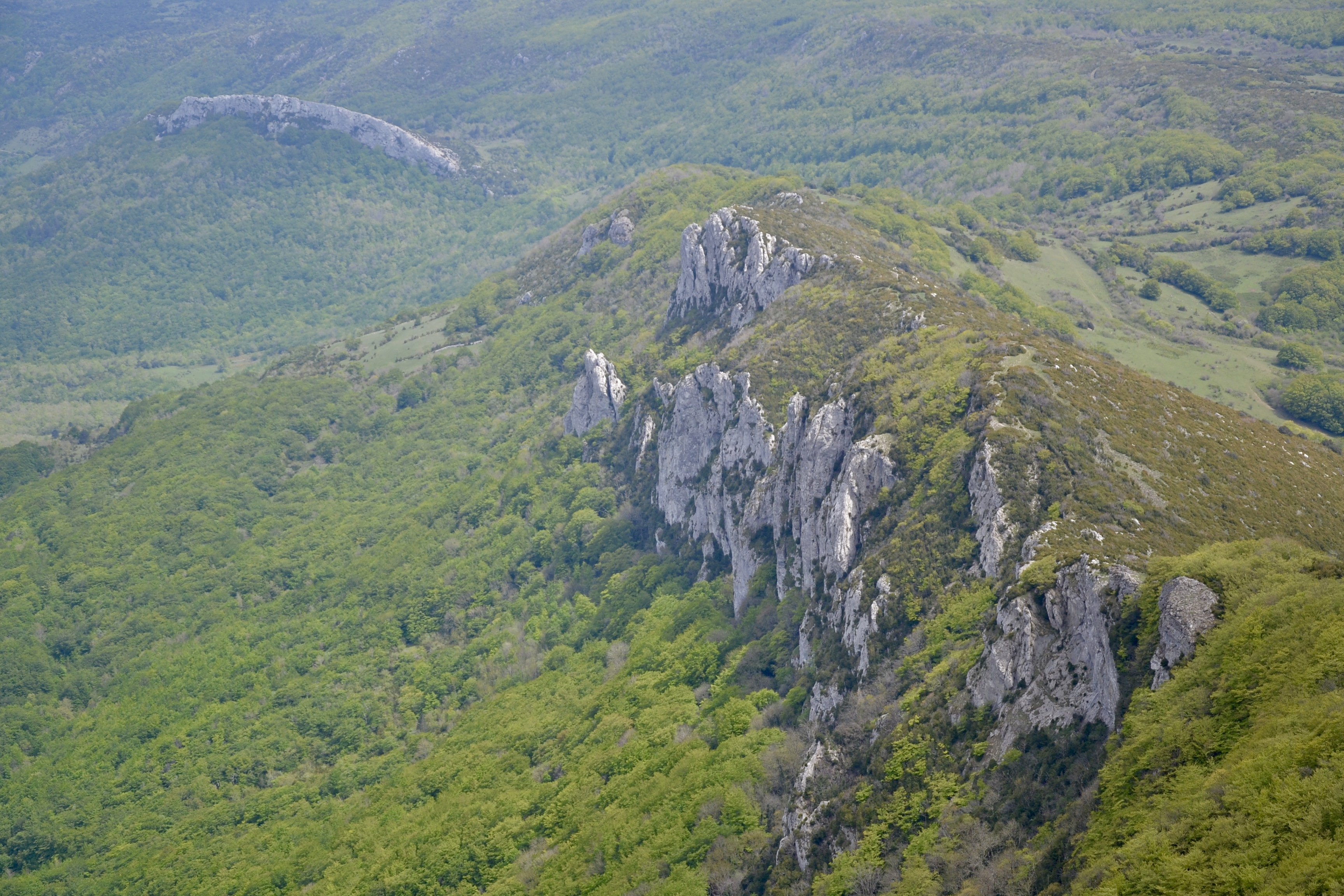
Landschaft bei Bugarach
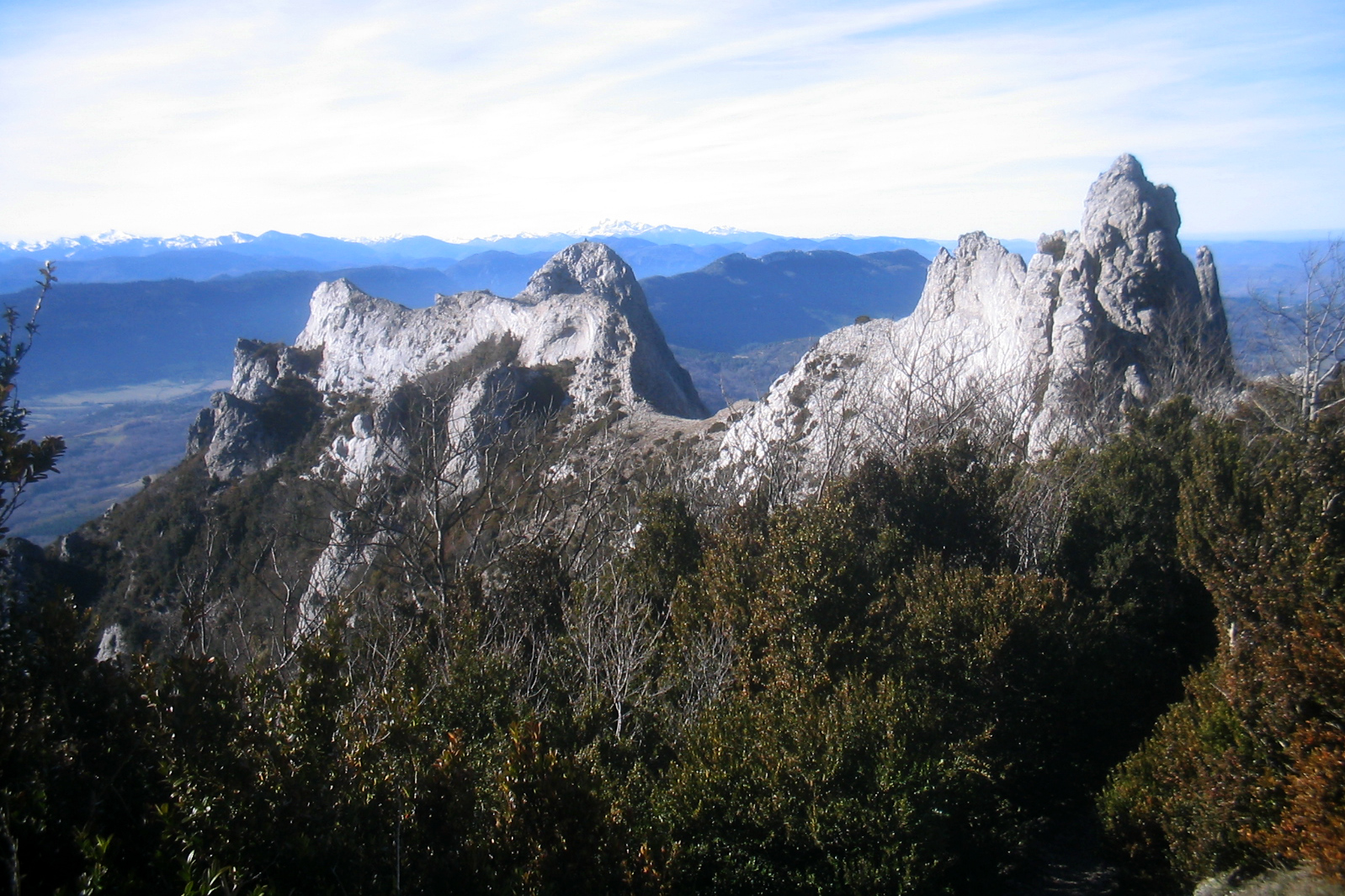
Pic de Bugarach
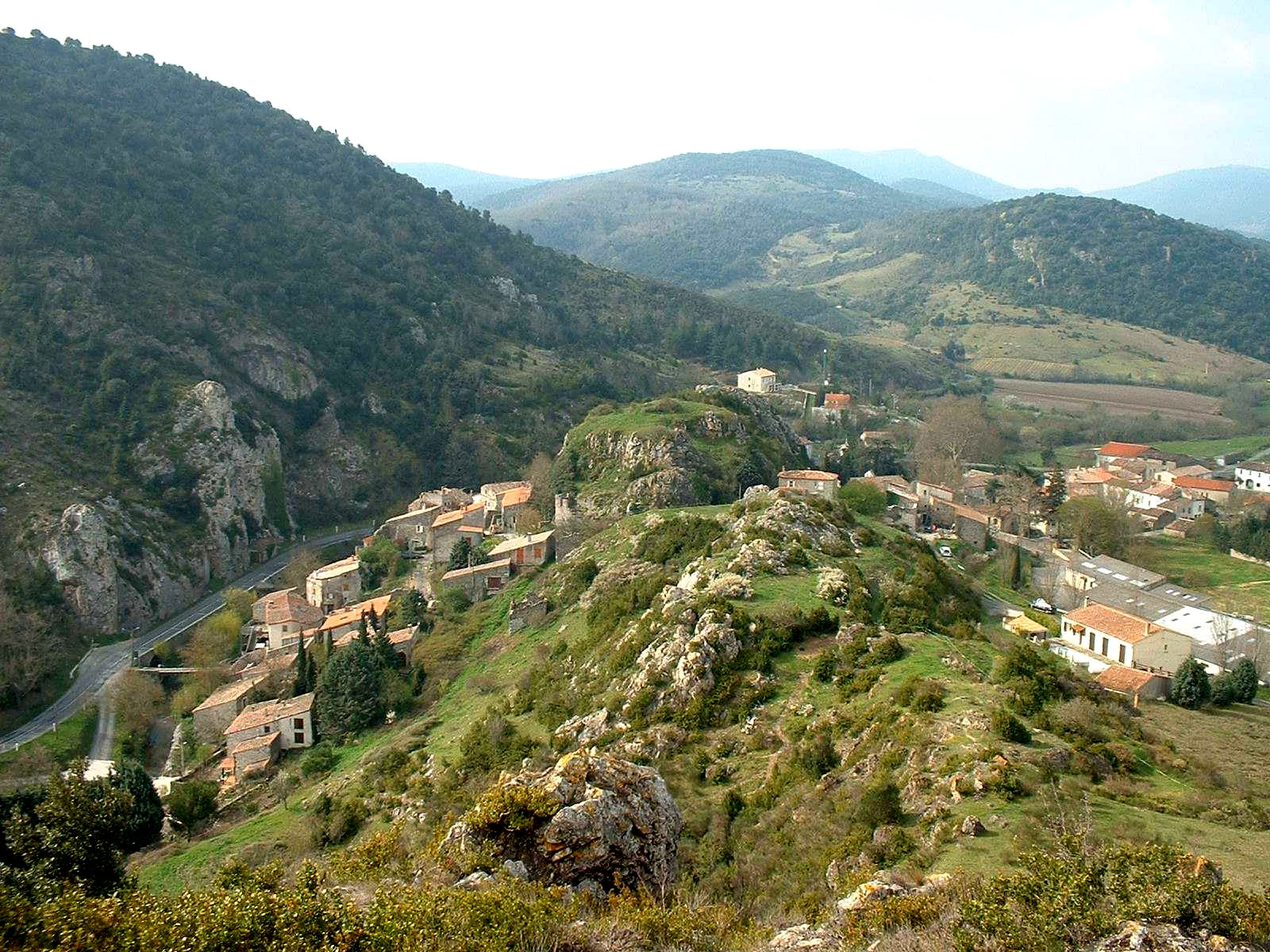
Blick auf Laroque-de-Fa
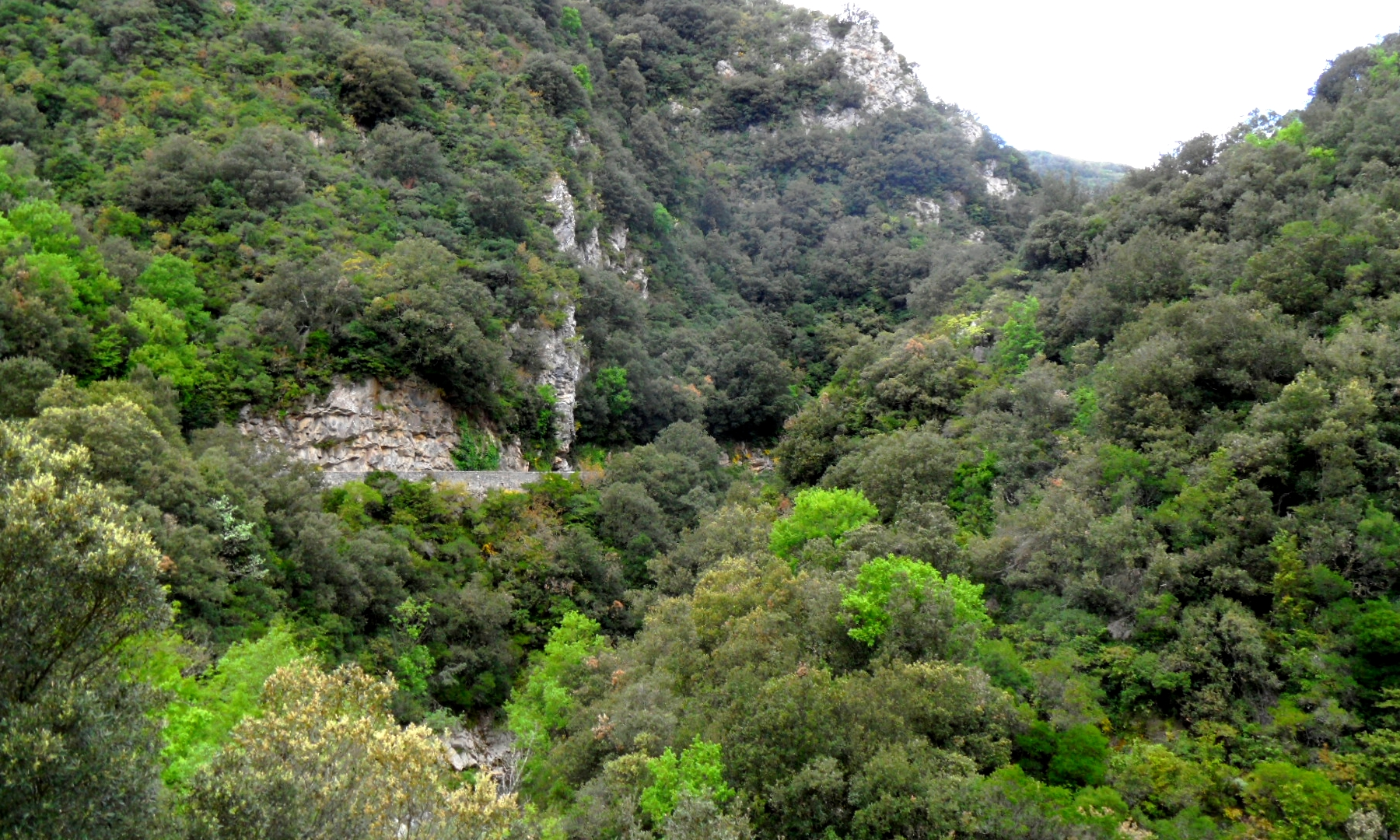
Orbieu-Schlucht bei Montjoi
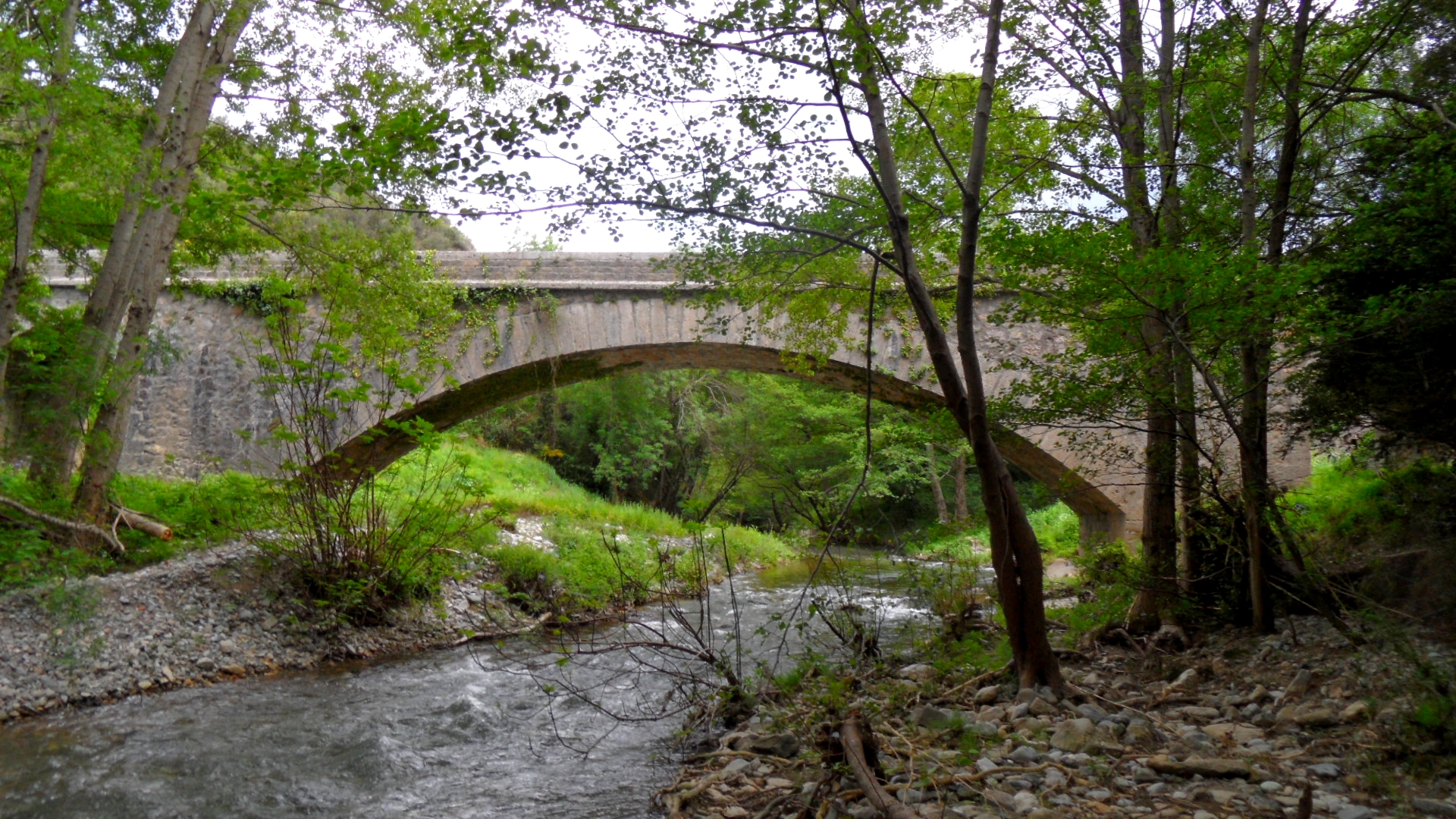
Brücke über den Orbieu bei Saint-Martin-des-Puits
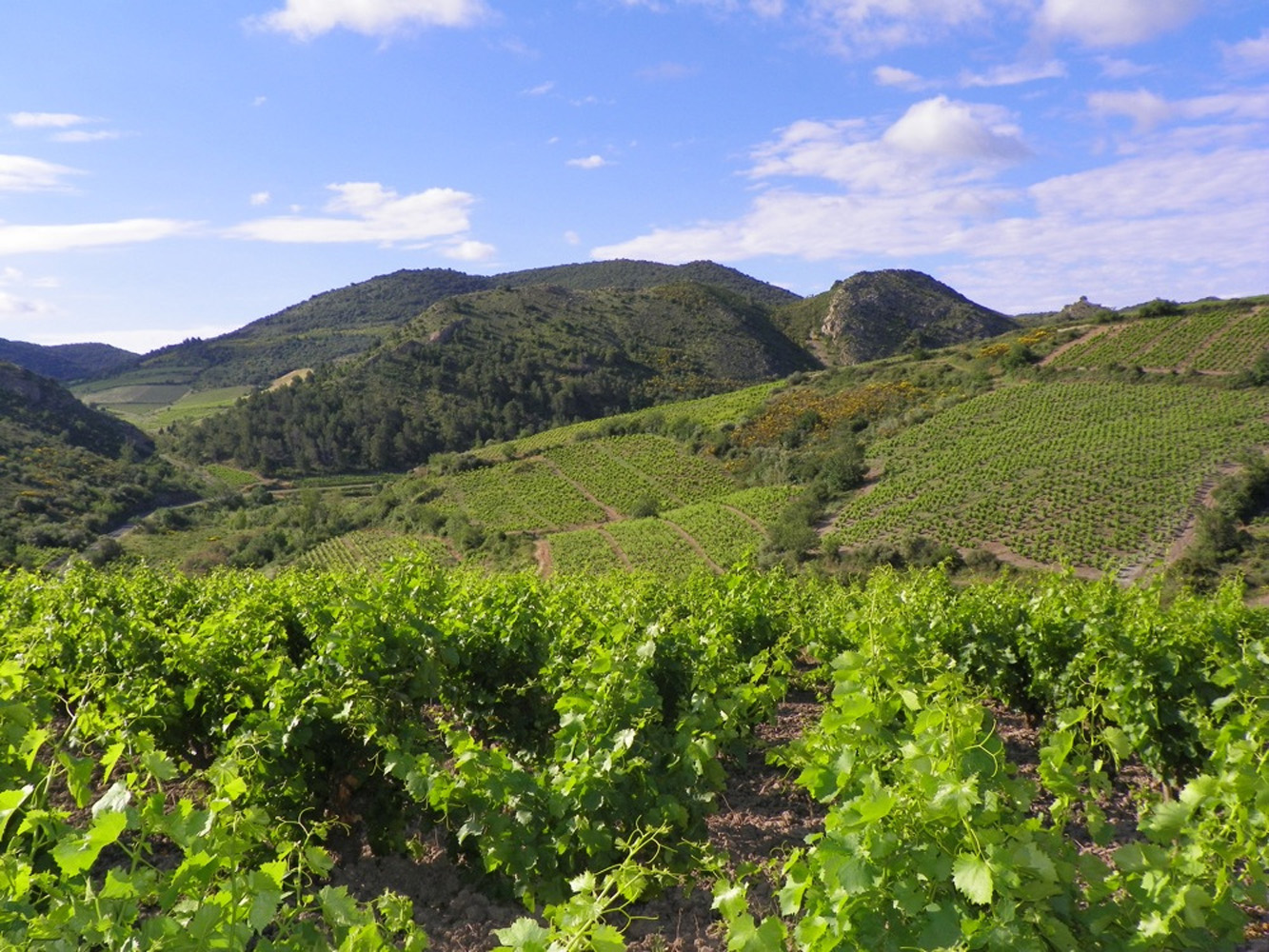
Weinbau bei Villeneuve-les-Corbières
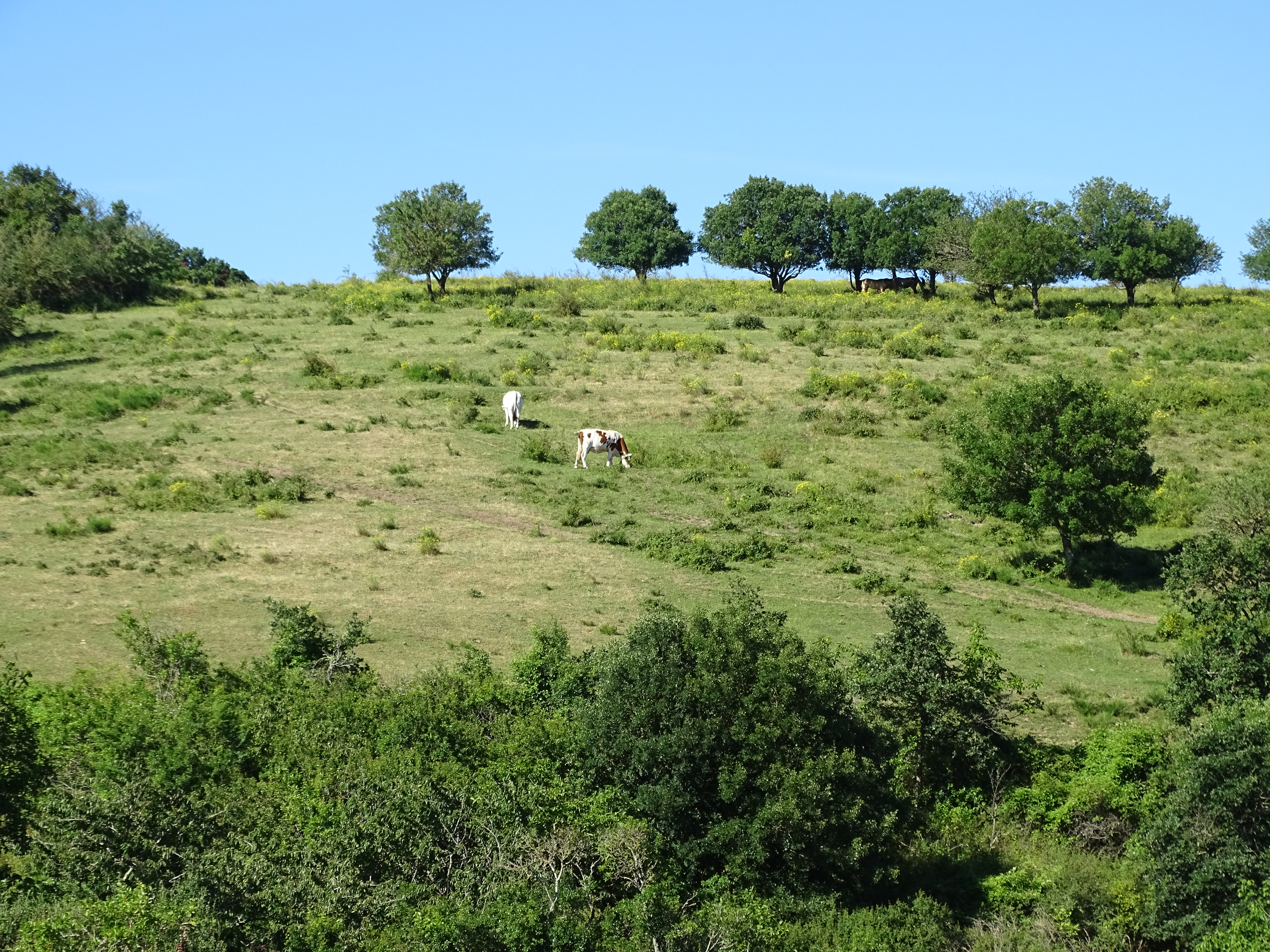
Viehhaltung in Salza
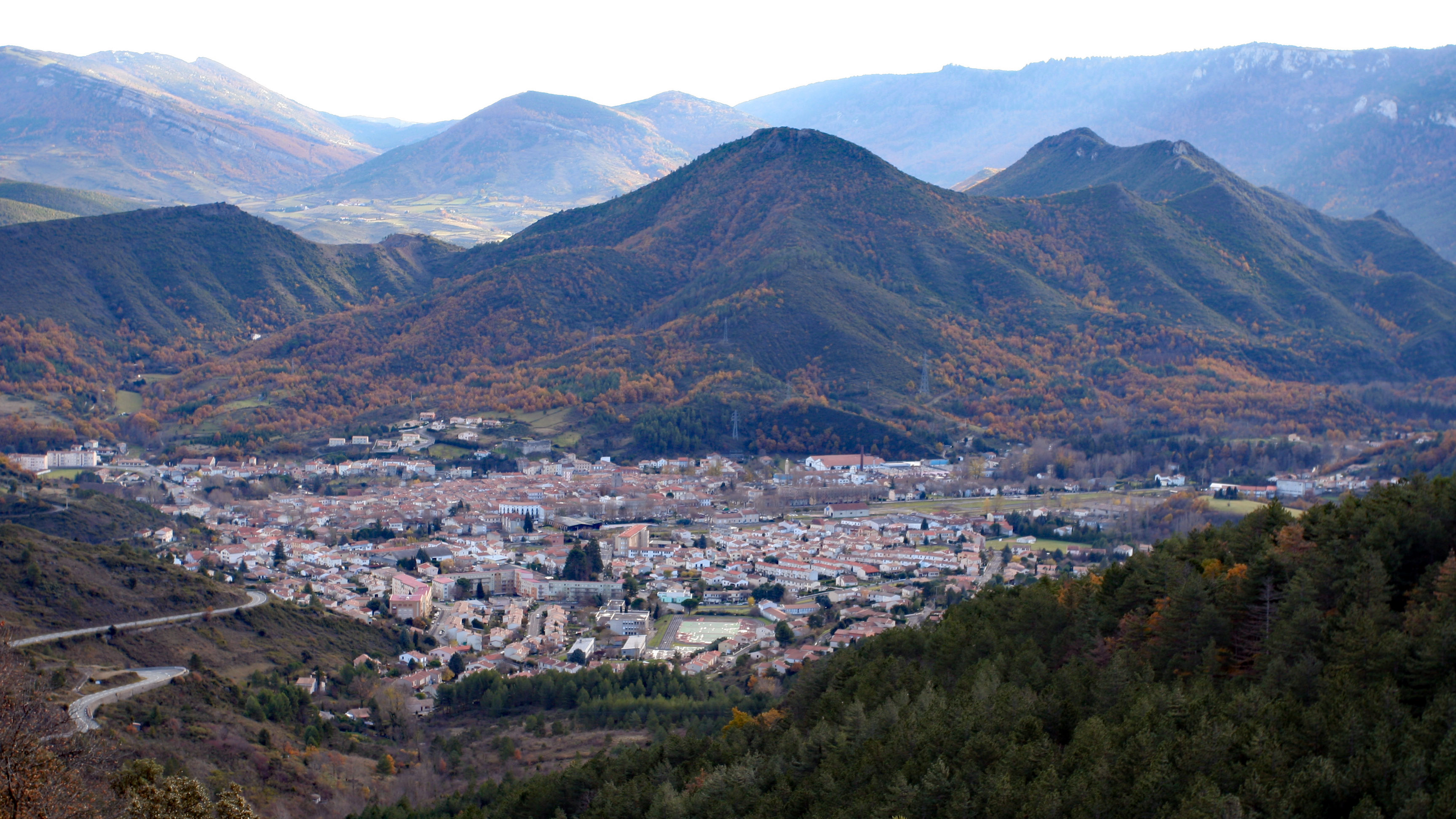
Blick auf Quillan
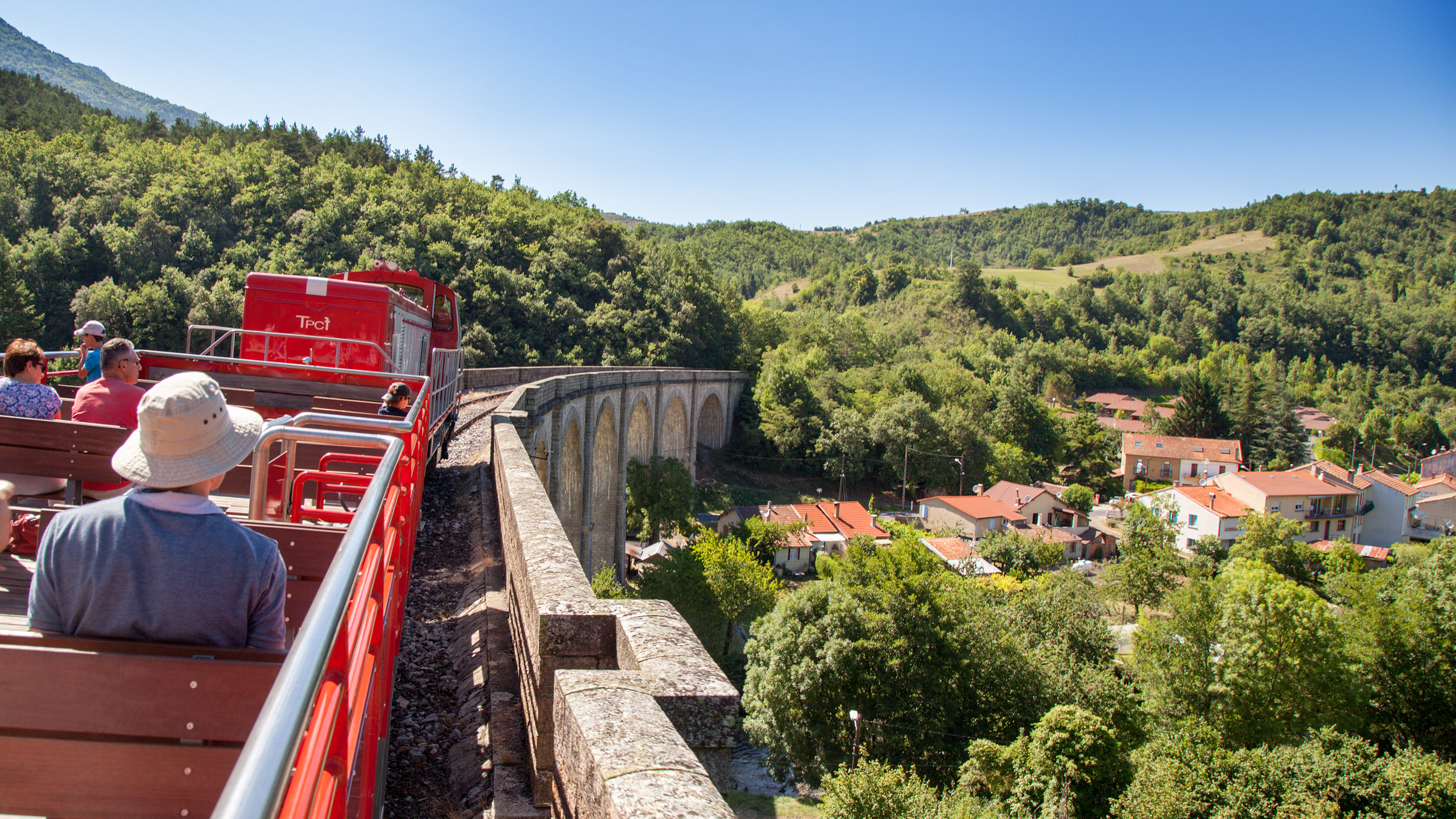
Touristenzug in Axat quert die Aude

### Fenouillèdes
Im zu Frankreich gehörenden Nordkatalonien gibt es sechs historische Comarques (Verwaltungsgebiete), die gemeinsam das heutige Département Pyrénées-Orientales bilden. Neben den fünf katalanischsprachigen Comarques wird auch die okzitanischsprachige Comarca Fenouillèdes hinzugezählt. Im Süden und Südosten grenzen die beiden nordkatalonischen Comarques Conflent und Rosselló. Im Norden und Nordwesten schließt das Bergland der Corbières an. Die meisten Orte in den Fenouillèdes liegen in Höhen zwischen 250 und 550 Metern, die höchsten Berggipfel in den südwestlichen Randzonen können Höhen von annähernd 1400 Metern erreichen und gehen langsam in das östliche Pyrenäenvorgebirge über. Auch hier besteht der Untergrund weitgehend aus Kalkstein. Wichtigste Flüsse sind der Agly und seine Nebenflüsse Desix, Boulzane, Maury und Verdouble.

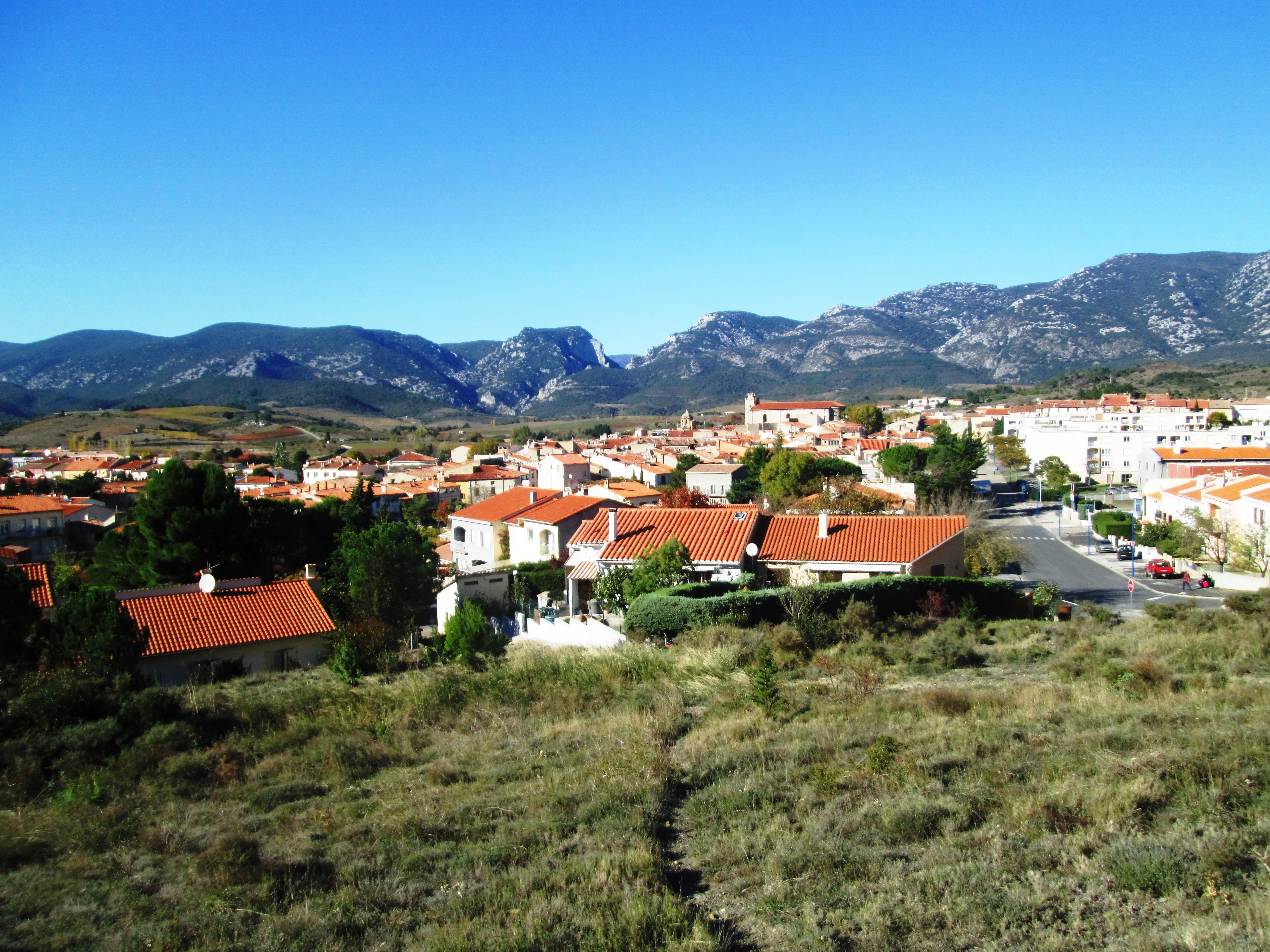
Saint-Martin-de-Fenouillet
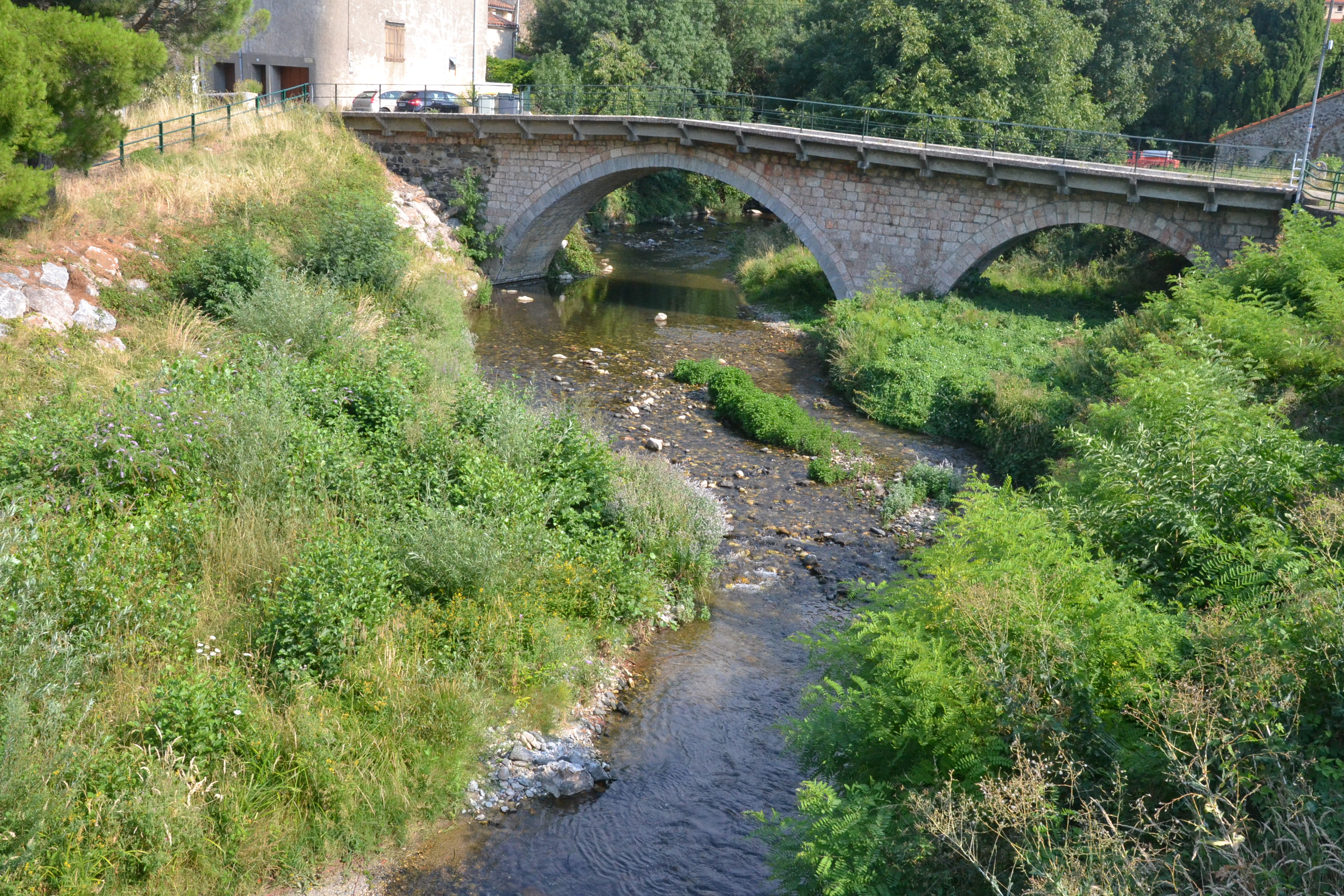
Brücke über die Boulzane bei Caudiès-de-Fenouillèdes
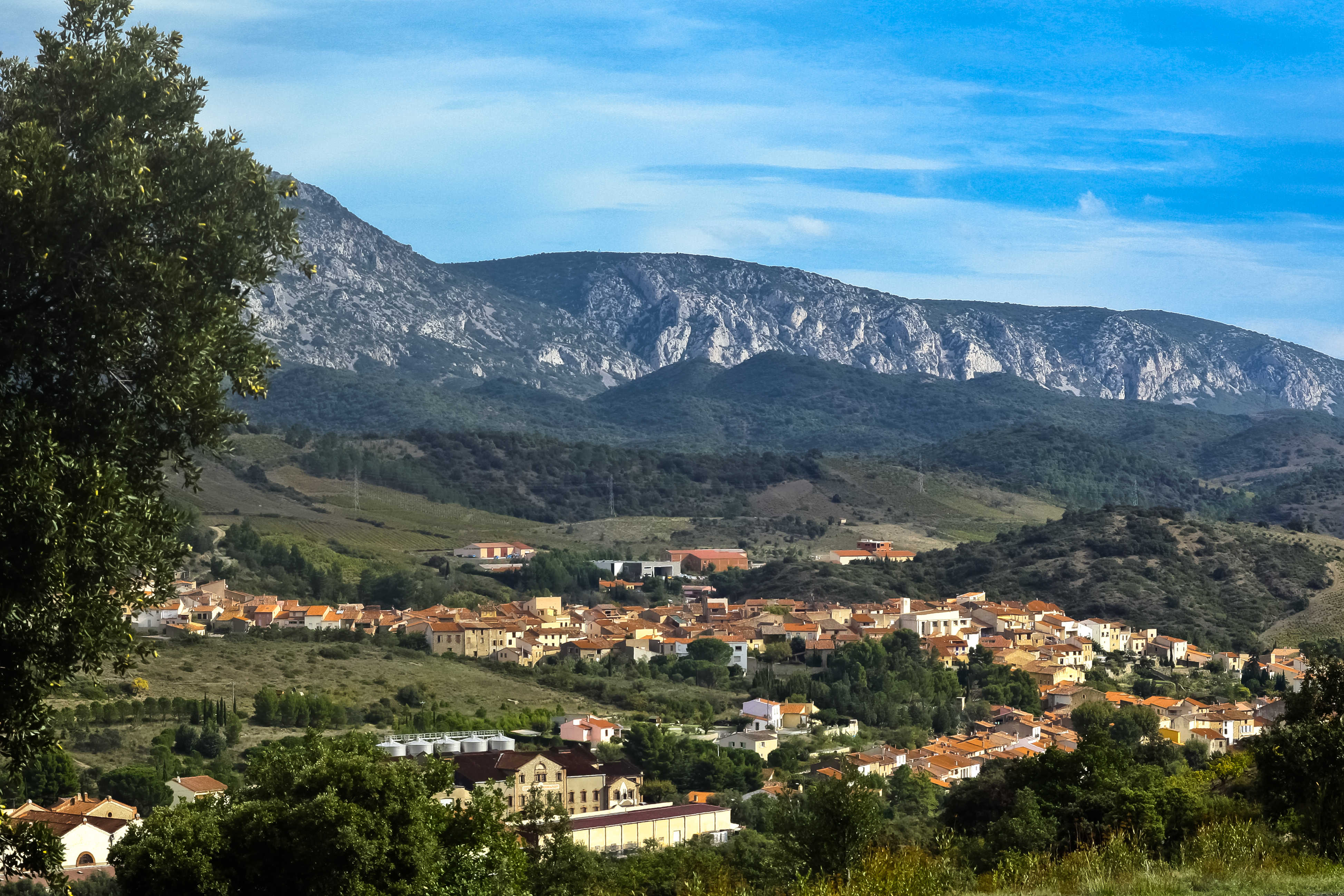
Blick auf Maury
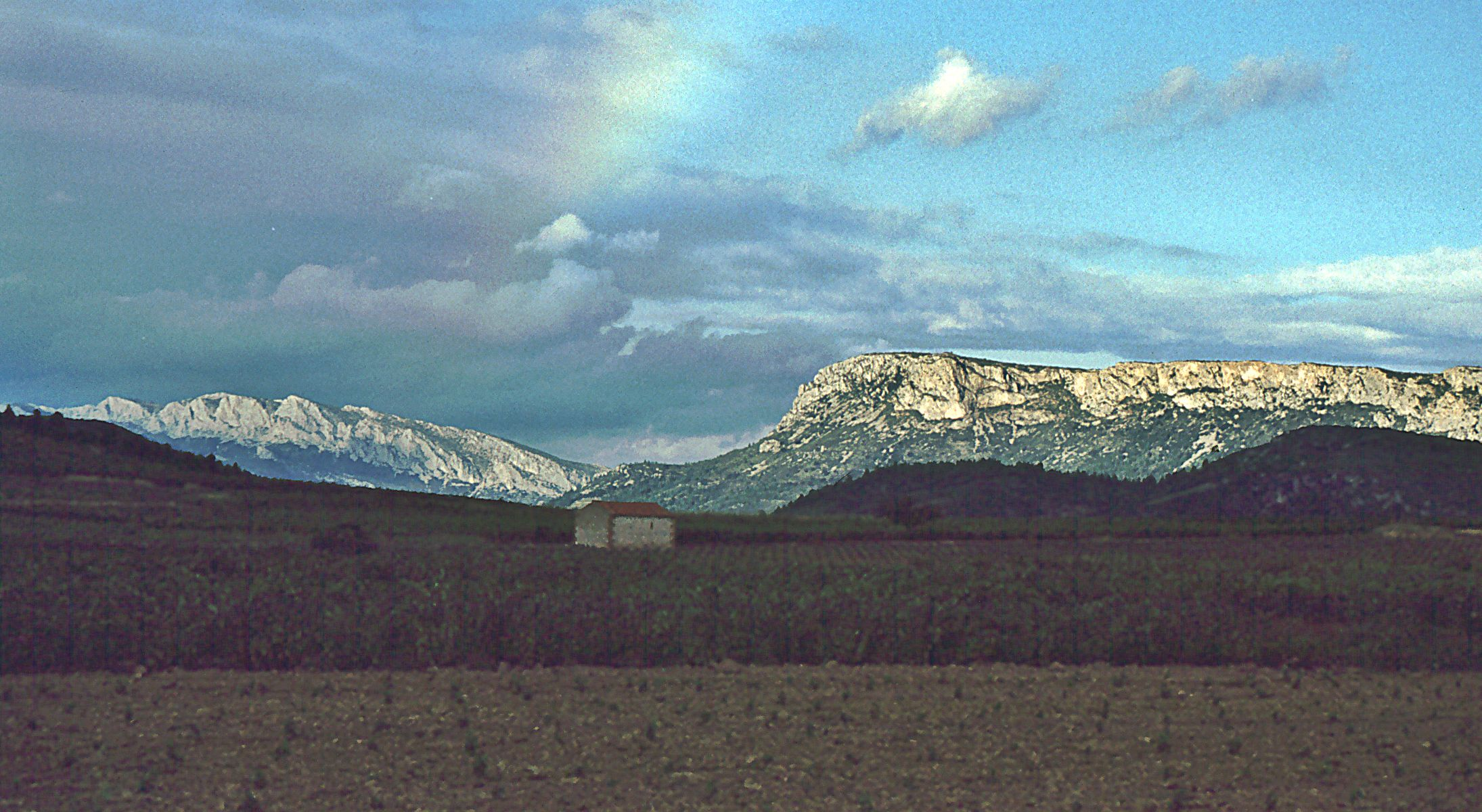
Die Fenuoillèdes, gesehen von Estagel
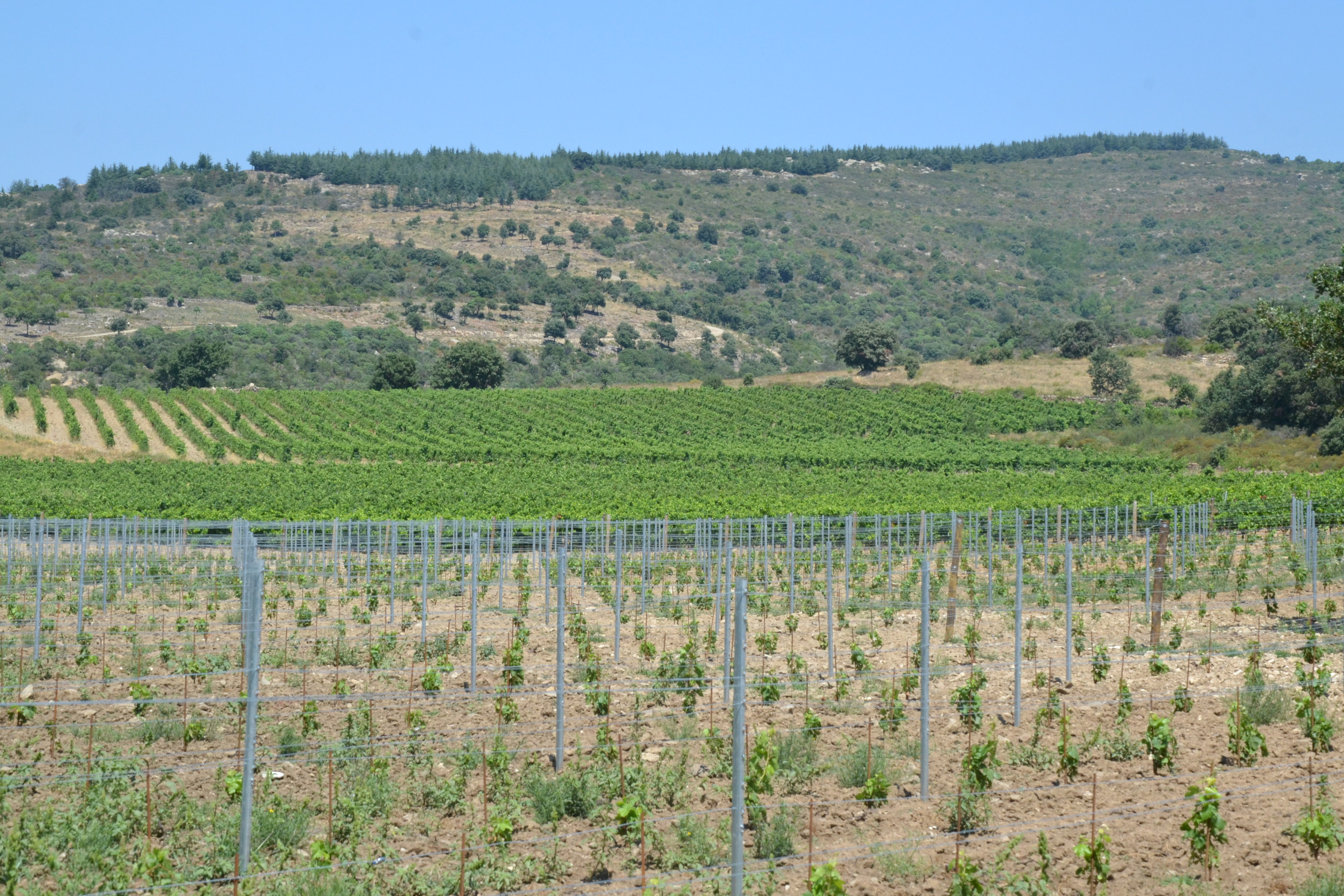
Weinbau bei Bélesta
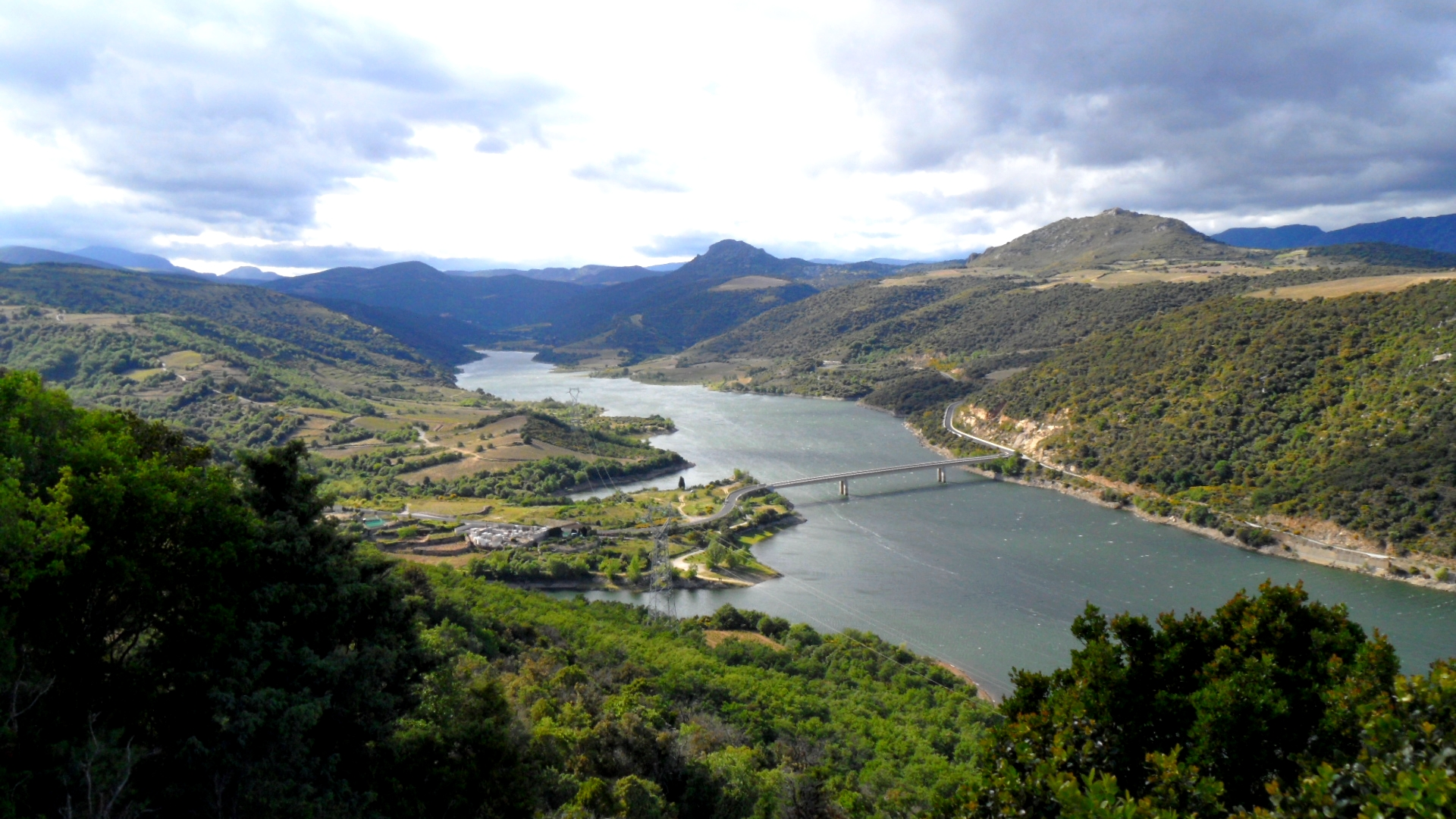
Stausee des Agly bei Caramany
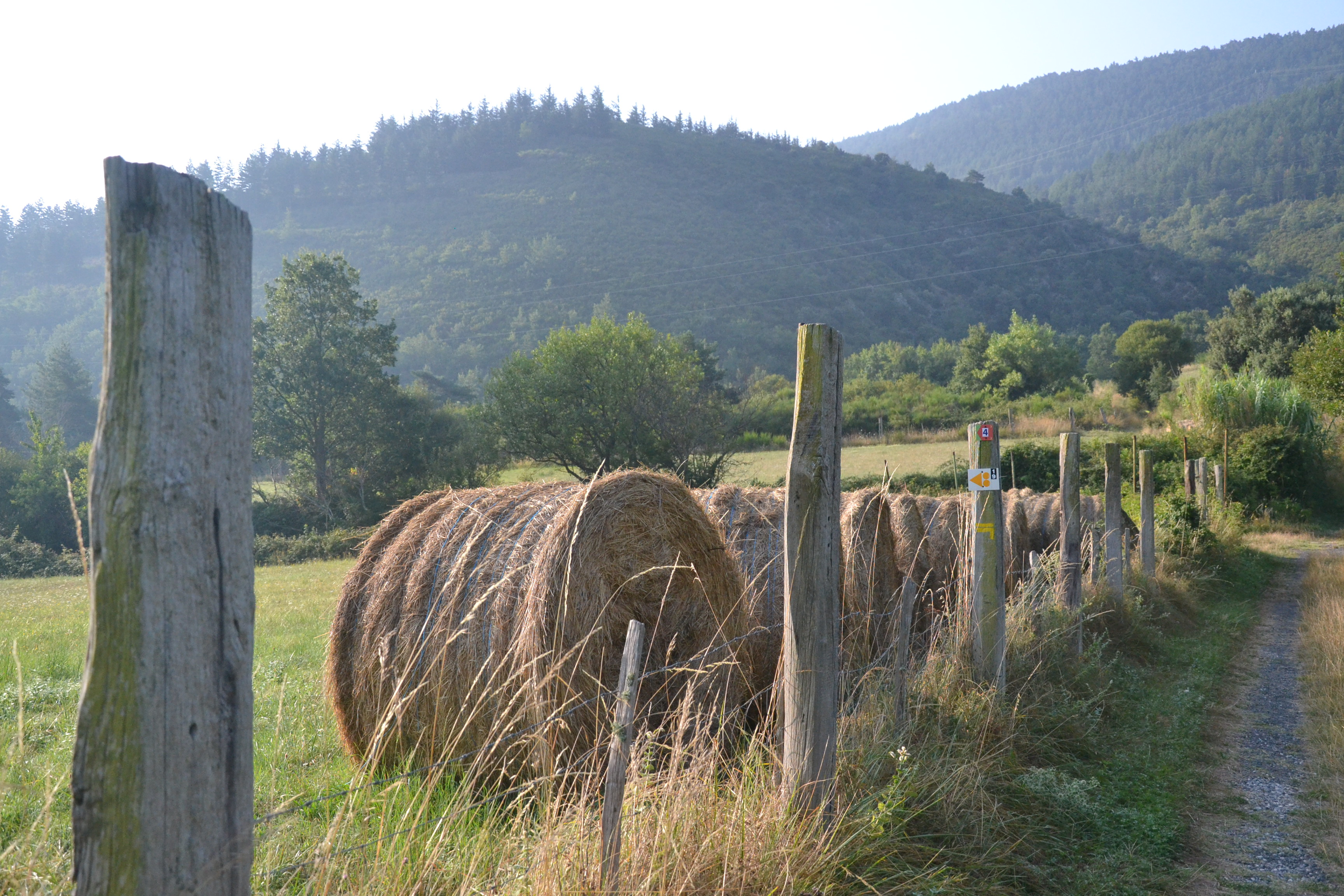
Landwirtschaft bei Fenouillet
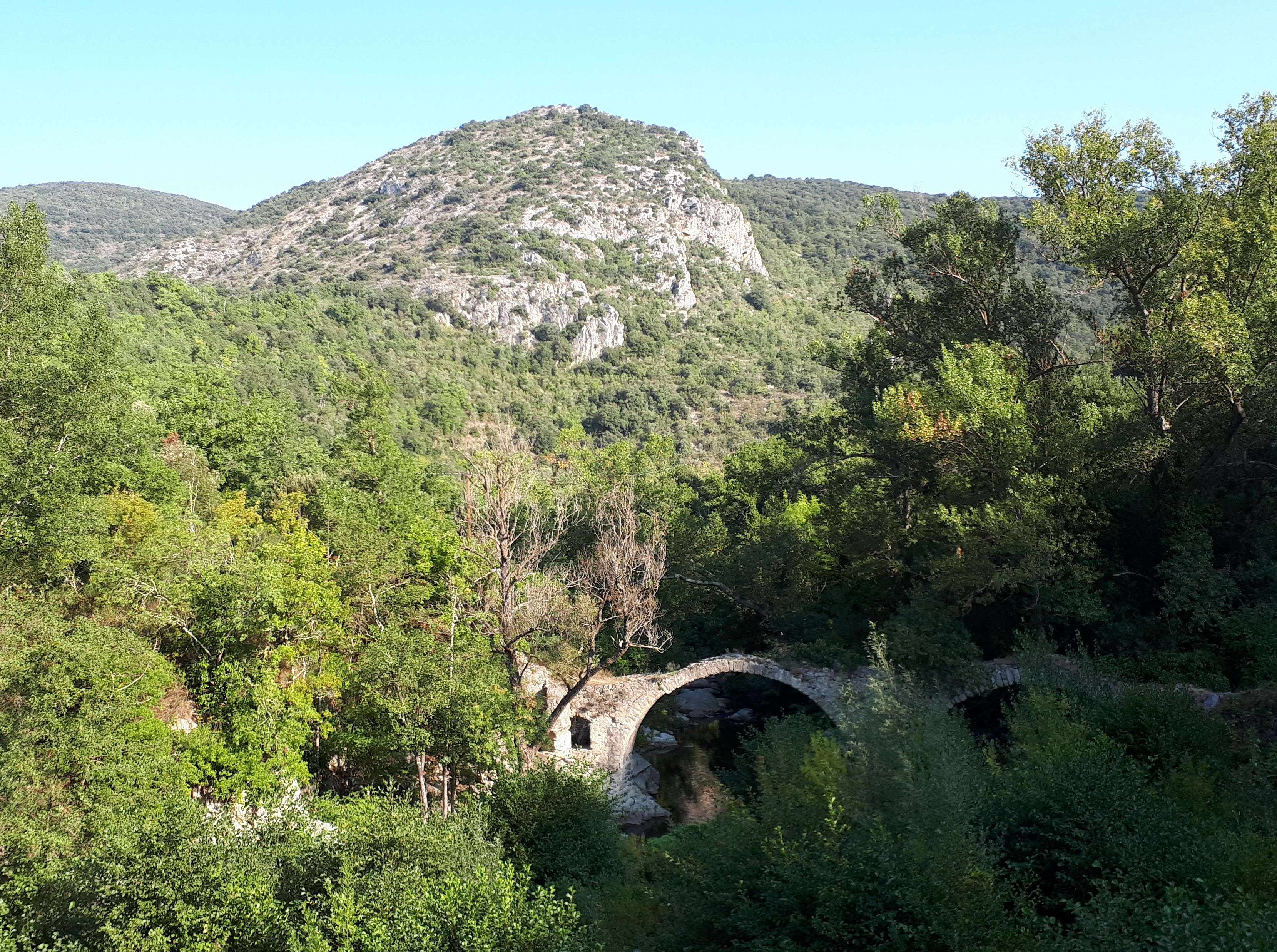
Viel Kalk in Prats-de-Sournia

## Flora und Fauna
Die Flora ist geprägt von einem typisch mediterranen Bewuchs (Buschland, Pinienwälder, Steineichen), weist jedoch auch eine Anzahl geschützter Arten auf wie Orchideen, Gelbsterne und ähnliche. Durch menschliche Aktivitäten wie Weinbau und Tierhaltung wurde die natürliche Flora teilweise verändert. Äußerst sehenswert ist auch die Fauna als Lebensraum von verschiedenen Vogelarten wie Greifvögel (Habichtsadler, Gänsegeier), Auerhuhn und Raufußkauz. Aber auch Fledermäuse und kleine Reptilien sind hier zu finden, die die vielfach vorhandenen Höhlen als Unterkunft nützen. Eine immer größer werdende Population an Wildschweinen ist zu beobachten, die wegen der großen Wildschäden durch Aufwühlung des Bodens regelmäßig bejagt wird.

## Historische Spuren

### Urgeschichte
Bereits in prähistorischer Zeit war das Gebiet von den Urmenschen besiedelt, die in den zahlreichen Karsthöhlen des Gebietes einen Lebensraum fanden. Eines der eindrucksvollsten Relikte aus dieser Zeit ist die Höhle von Arago, die sich im Gemeindegebiet von Tautavel befindet. Hier hauste der sogenannte Mensch von Tautavel, dessen Knochenfunde auf ein Alter von etwa 400.000 Jahren datiert werden konnten.

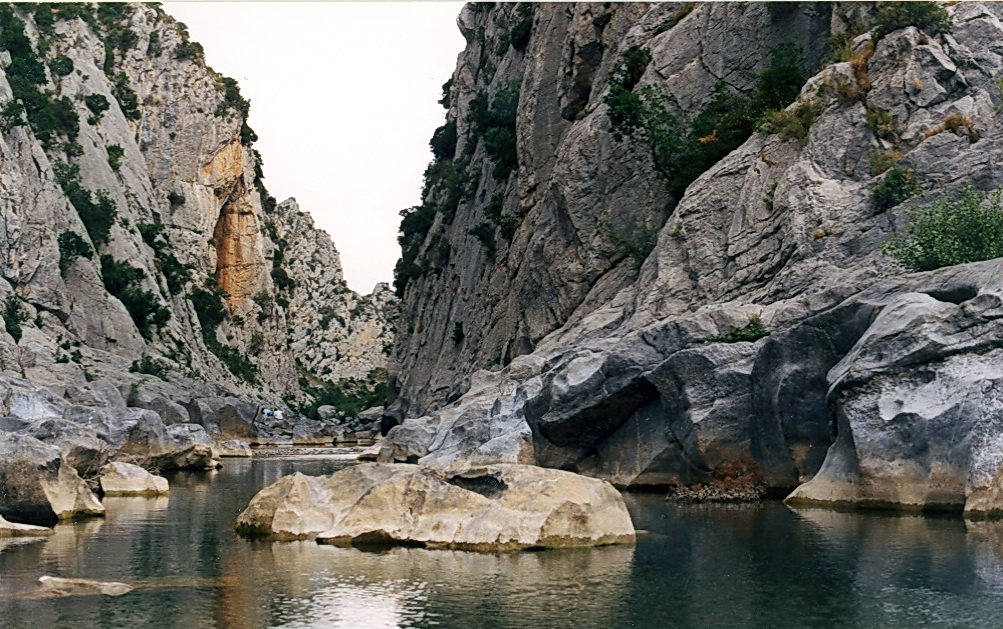
Die Höhle am Ufer des Verdouble bei der Gouleyrous-Klamm
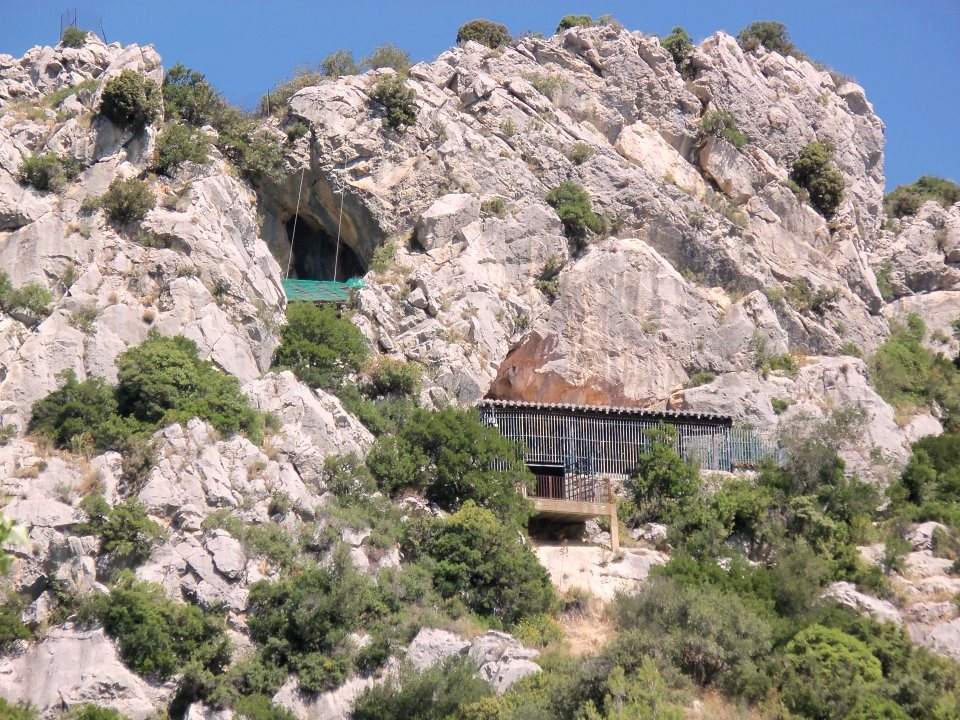
Eingang in die Höhle von Arago
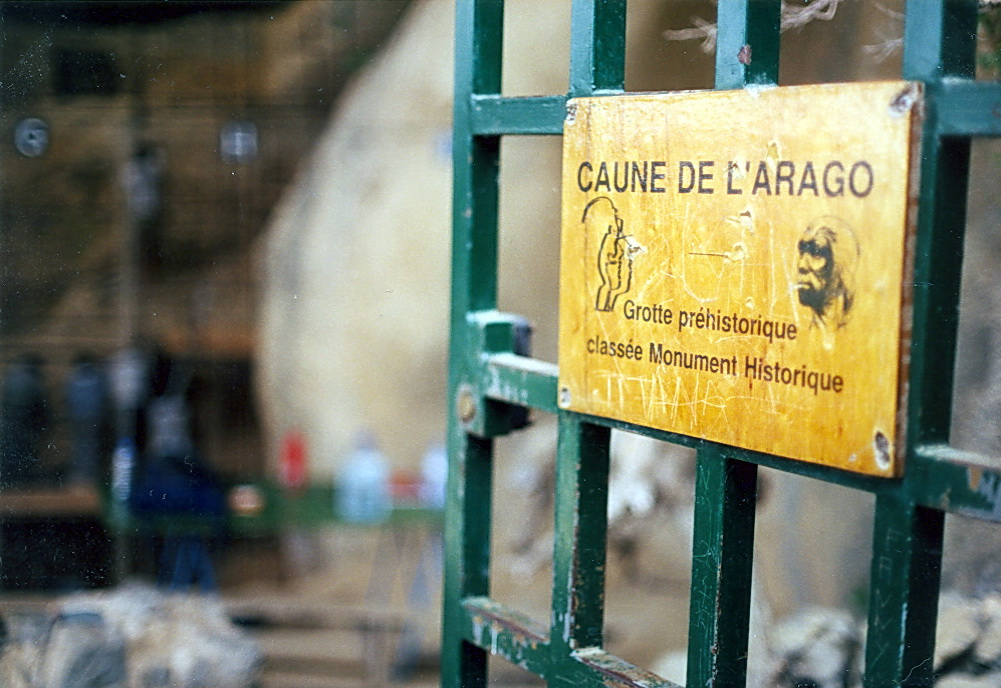
Das Eingangstor
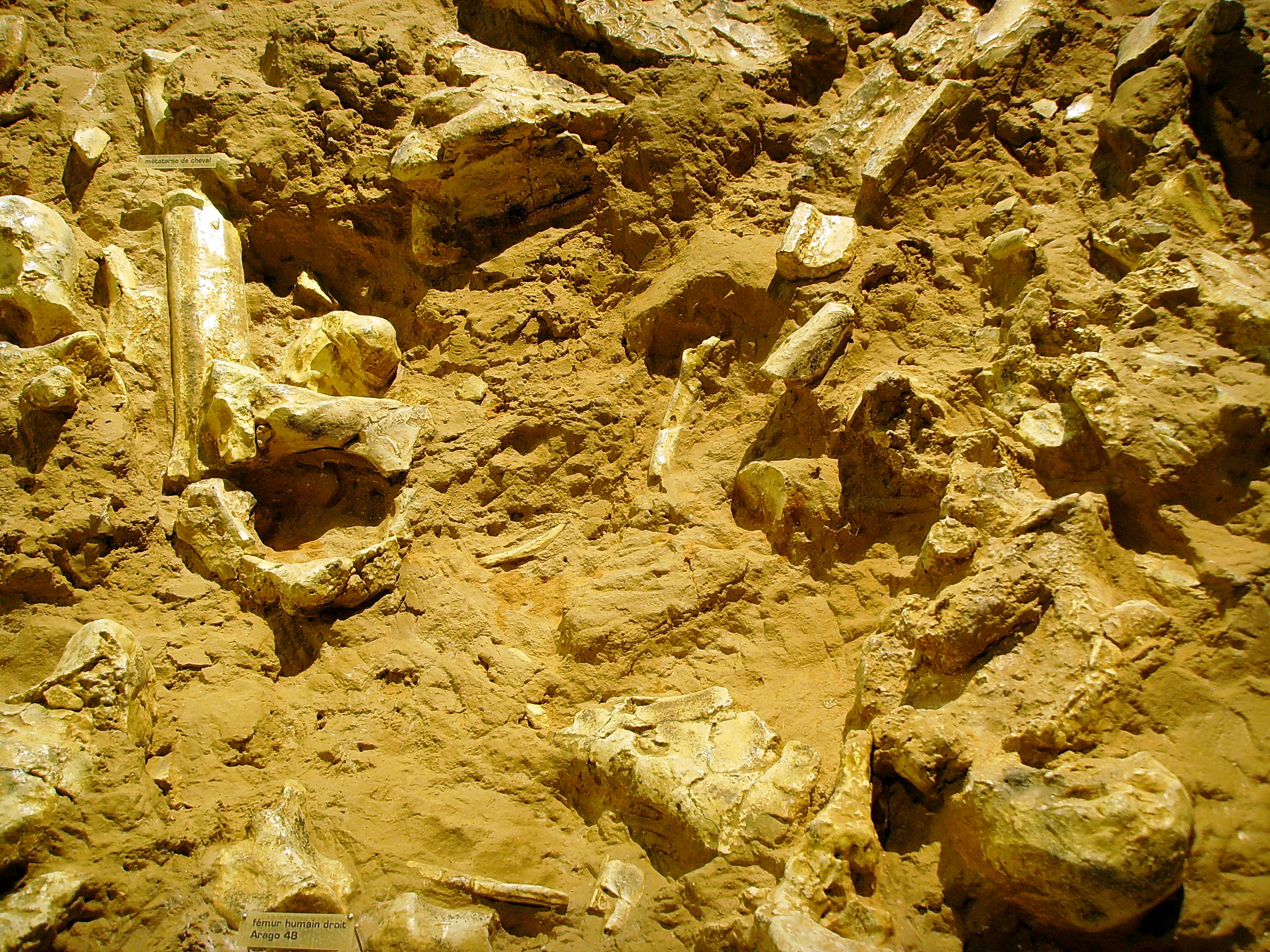
Knochenfunde an der Ausgrabungsstätte
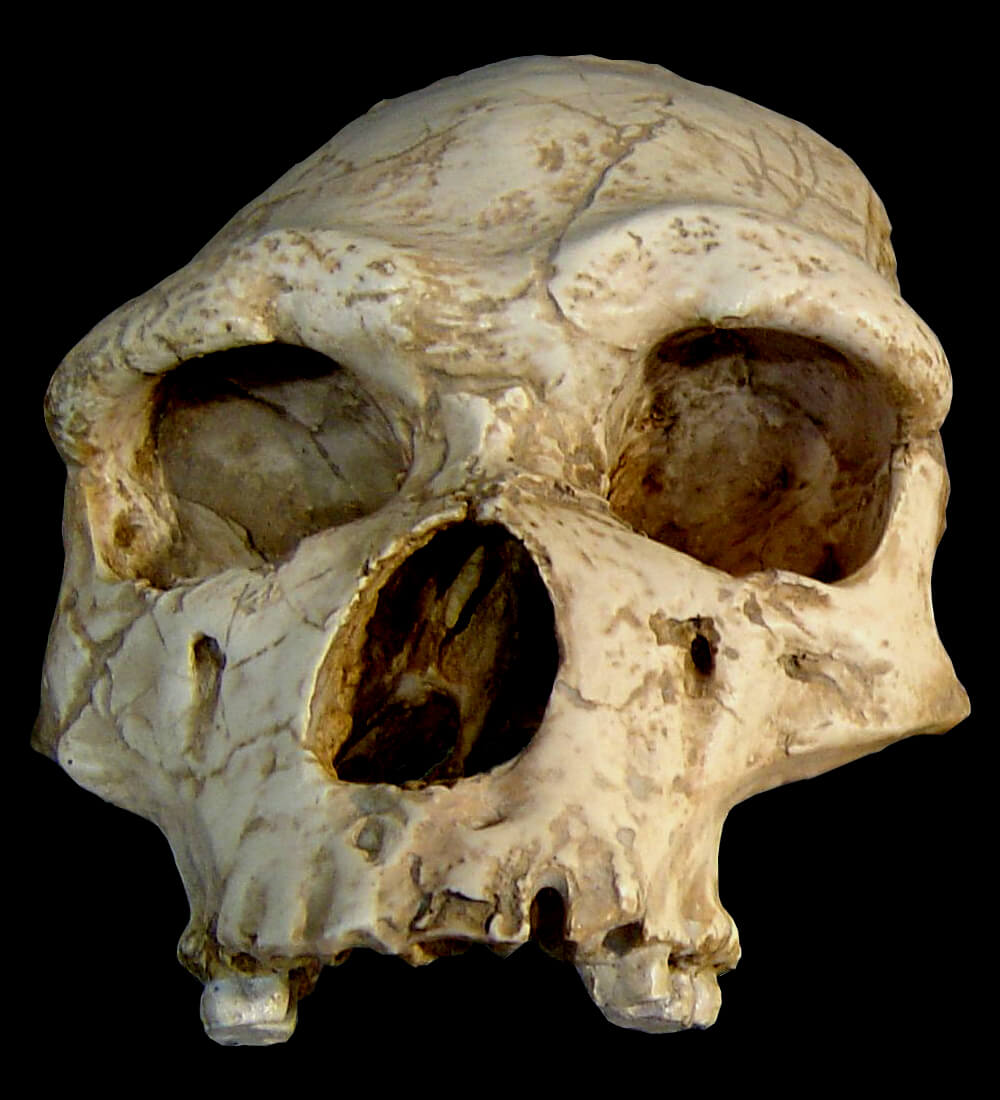
Schädelknochen des Tautavel-Menschen
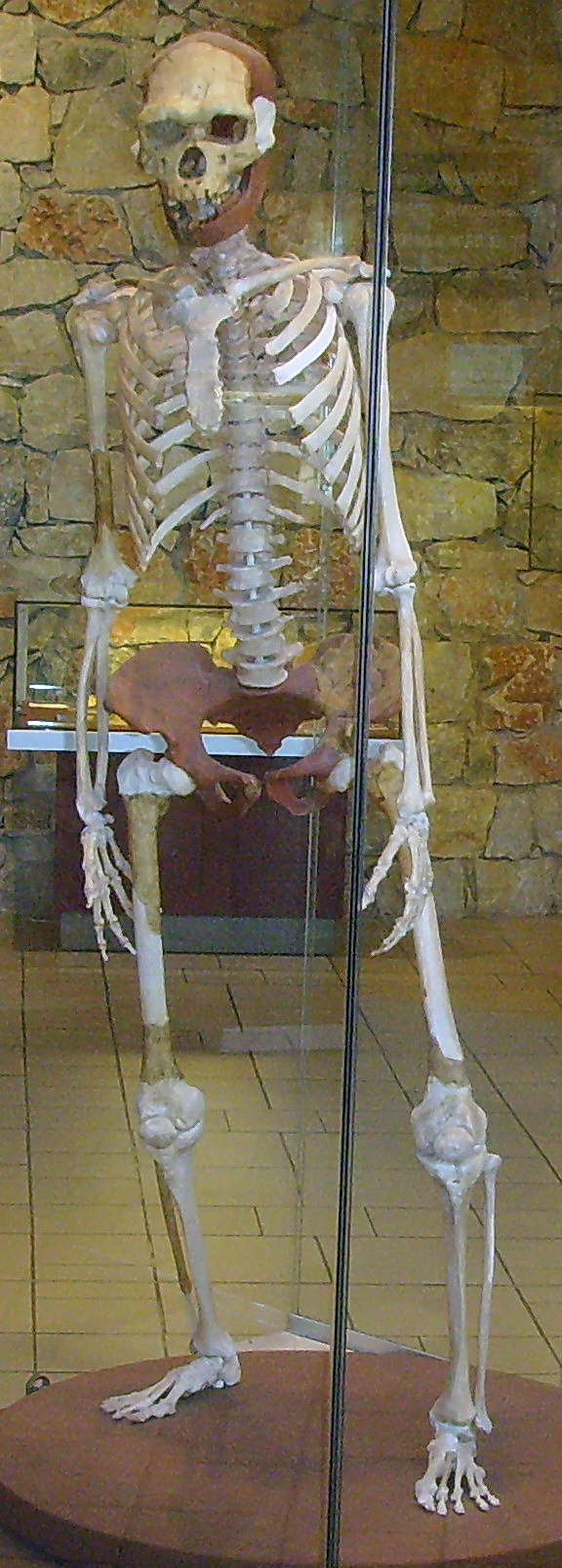
Rekonstruktion des gesamten Gerippes

### Mittelalter
Im Mittelalter bildete sich besonders in Südfrankreich die neue Glaubensgemeinschaft der Katharer, deren Priester Gottesdienste in der Volkssprache und nicht in der traditionellen Kirchensprache Latein abhielten. So erreichten sie dadurch weite Bevölkerungsschichten sowie den lokalen Adelsstand. Armut, Bescheidenheit und Enthaltsamkeit galten als erstrebenswert und trugen zur Popularität der Bewegung bei, während die römische Kirche aufgrund der Lebensweise vieler ihrer Funktionsträger abgelehnt wurde. Die enorme Zustimmung zu der neuen Bewegung veranlasste die römische Kirche, die großen katholisch orientierten Herrscherhäuser zur Niederschlagung der Bewegung im Albigenserkreuzzug (1209 bis 1229) aufzurufen. Während dieser Kampfhandlungen zogen sich die Katharer auf bereits bestehende Burganlagen zurück oder bauten solche aus, konnten jedoch eine Niederlage nicht verhindern. Auch heute sind noch viele dieser Burgen zu sehen, weitere kamen in den folgenden Jahrhunderten dazu, da sich das Gebiet zu einem politischen Spielball zwischen Spanien und Frankreich entwickelte, was erst durch den Pyrenäenfrieden von 1659 beendet wurde, indem der Pyrenäenkamm als Grenze zwischen den beiden Ländern vereinbart wurde.
Die bekanntesten Burgen in diesem Gebiet sind:

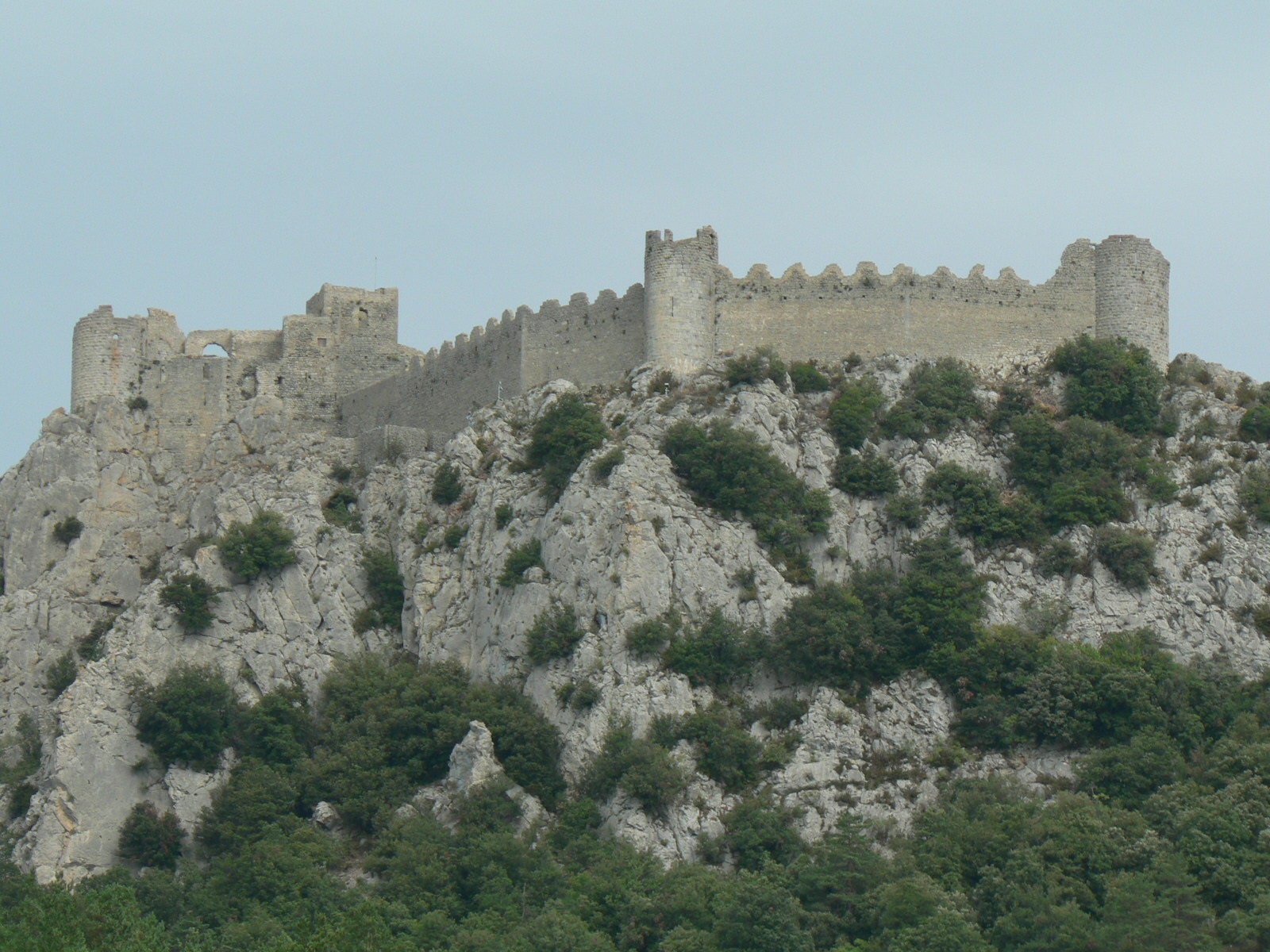
Burg Puilaurens
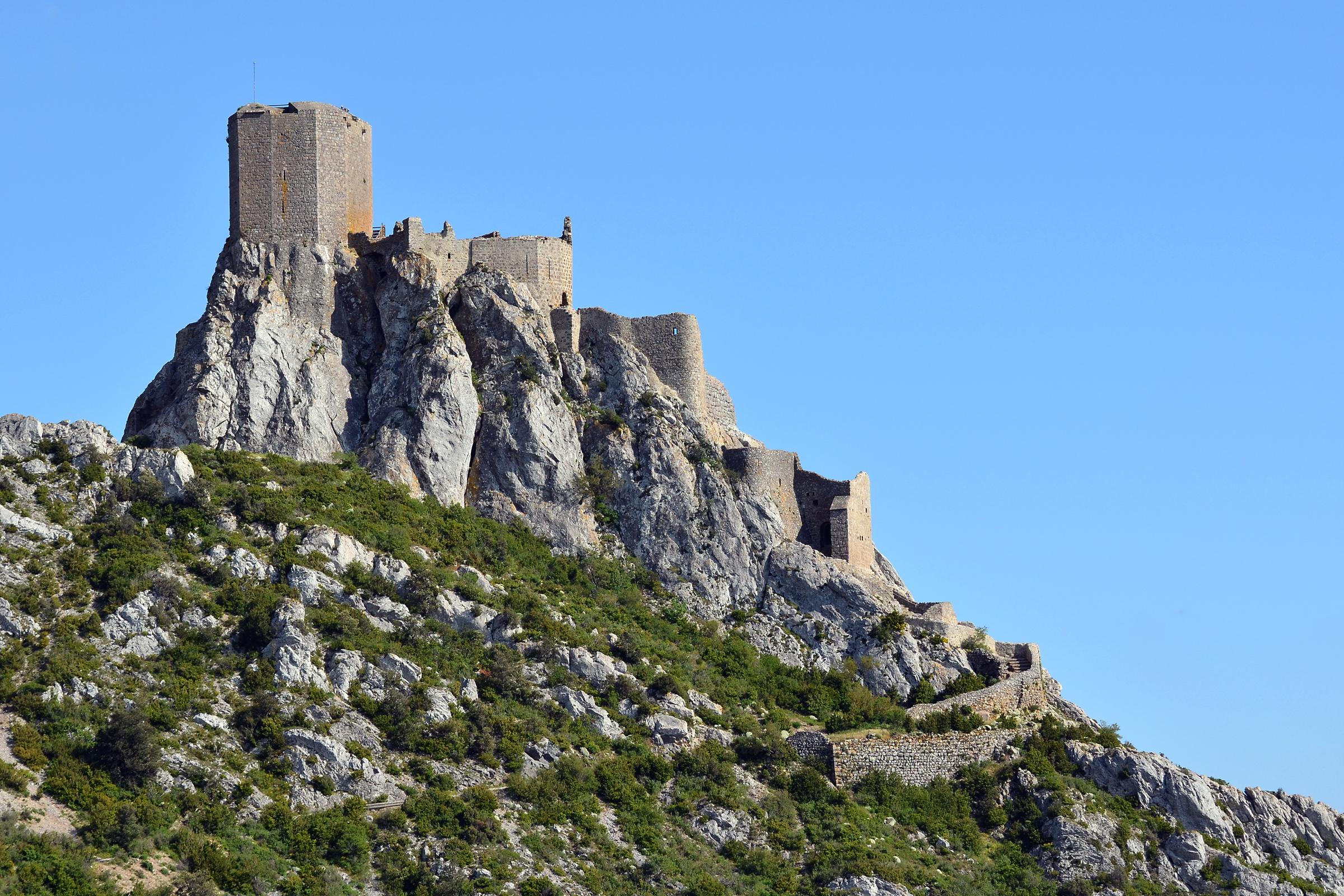
Burg Quéribus
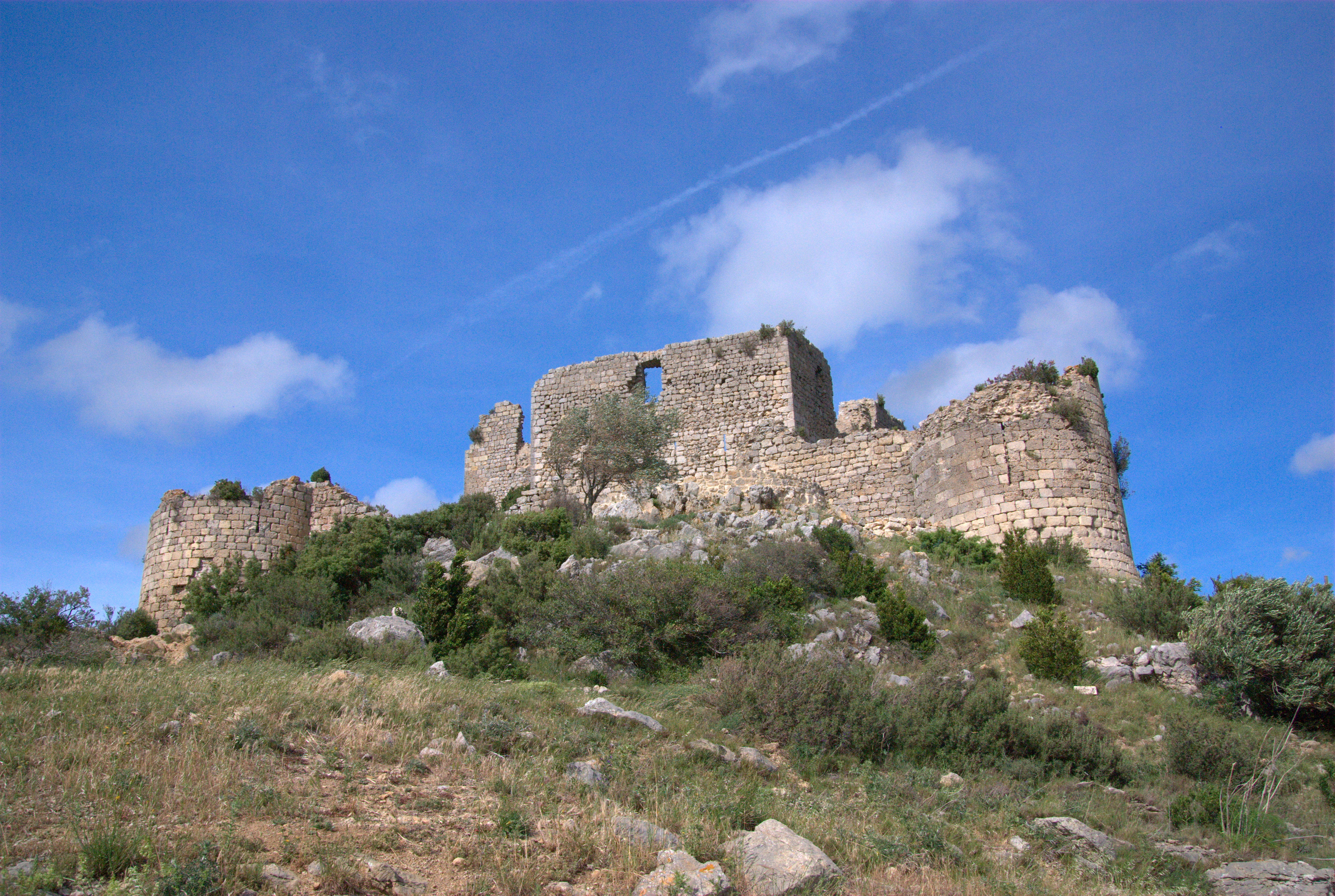
Burg Aguilar
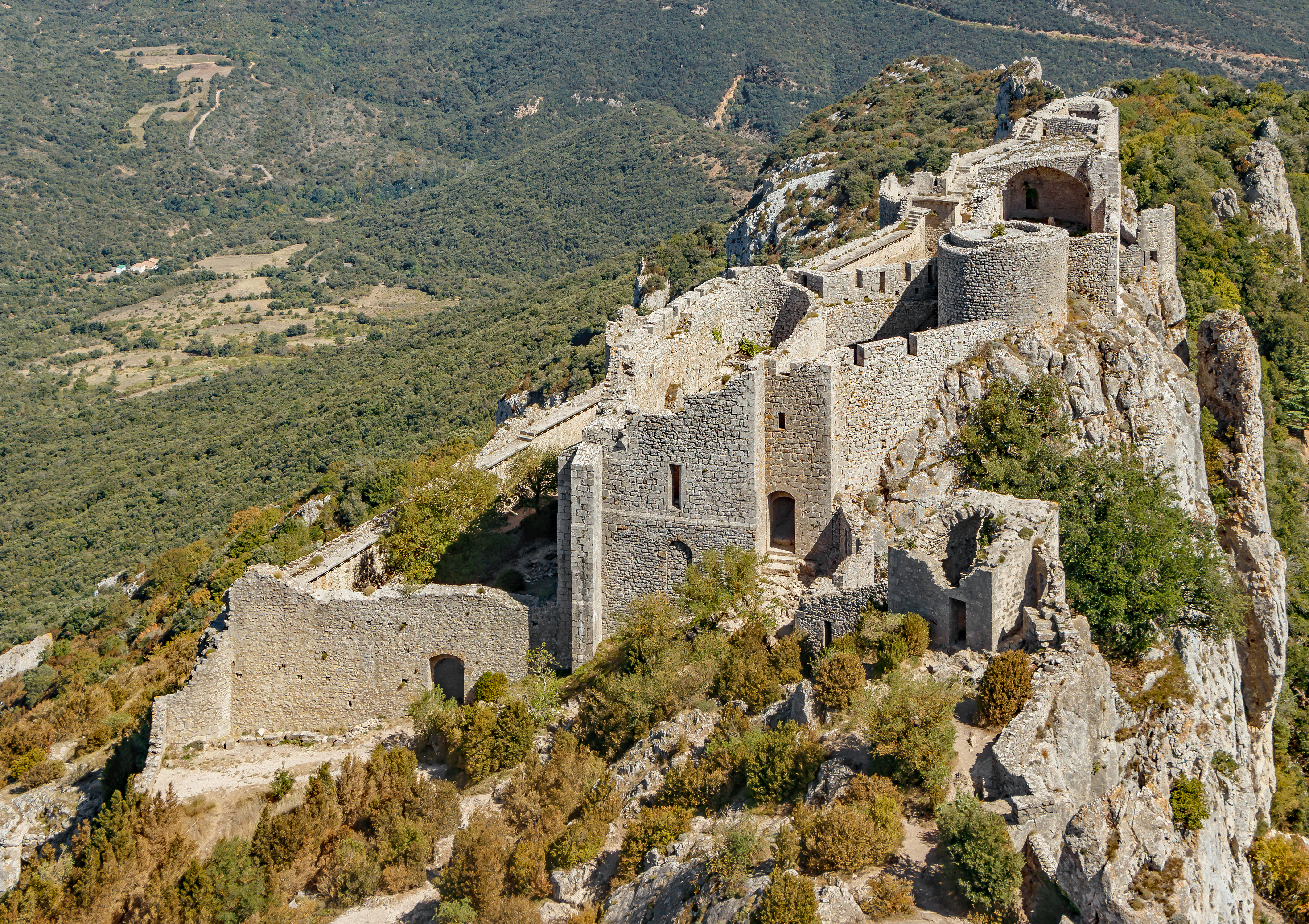
Burg Peyrepertuse
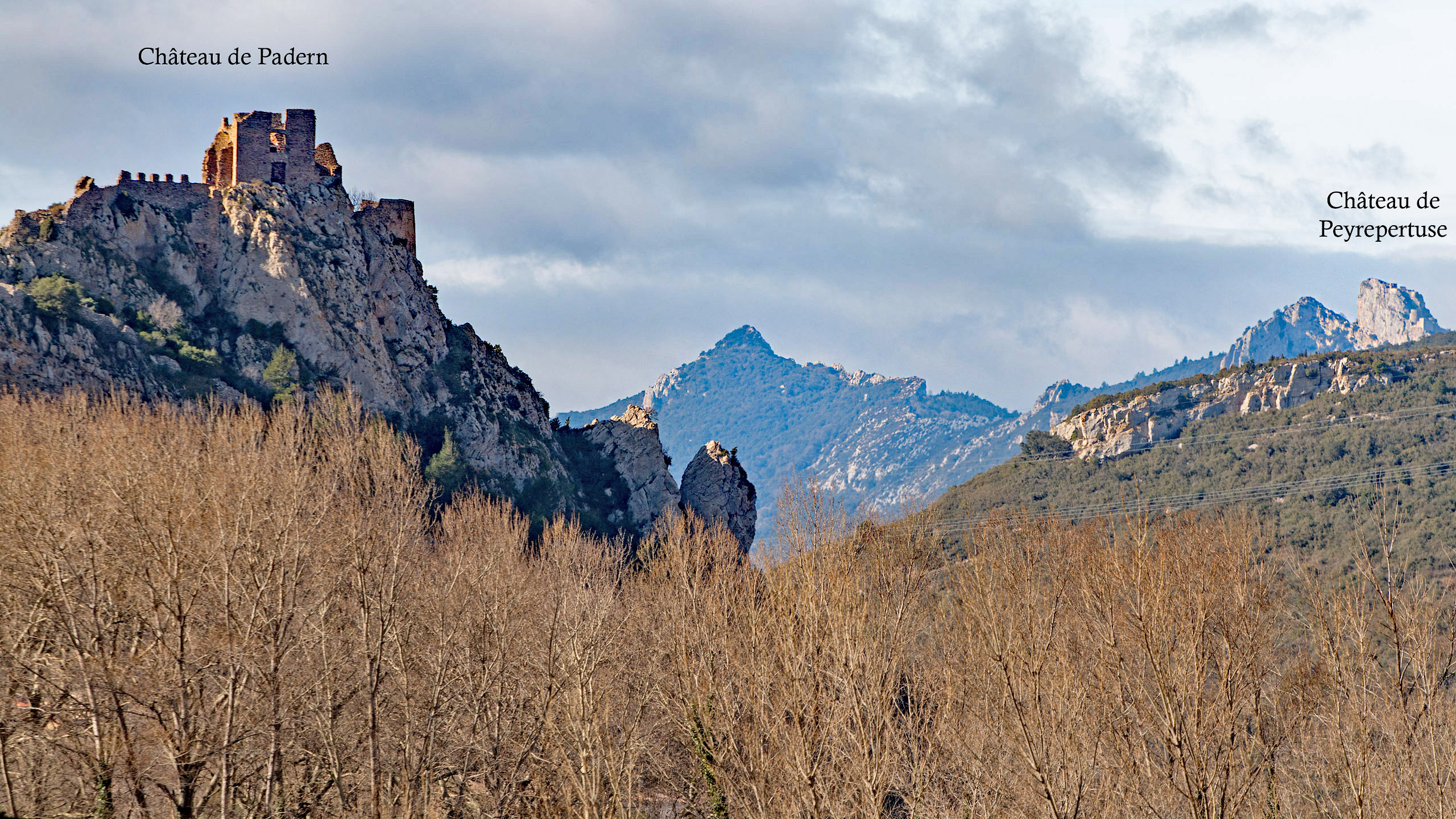
Burg Padern
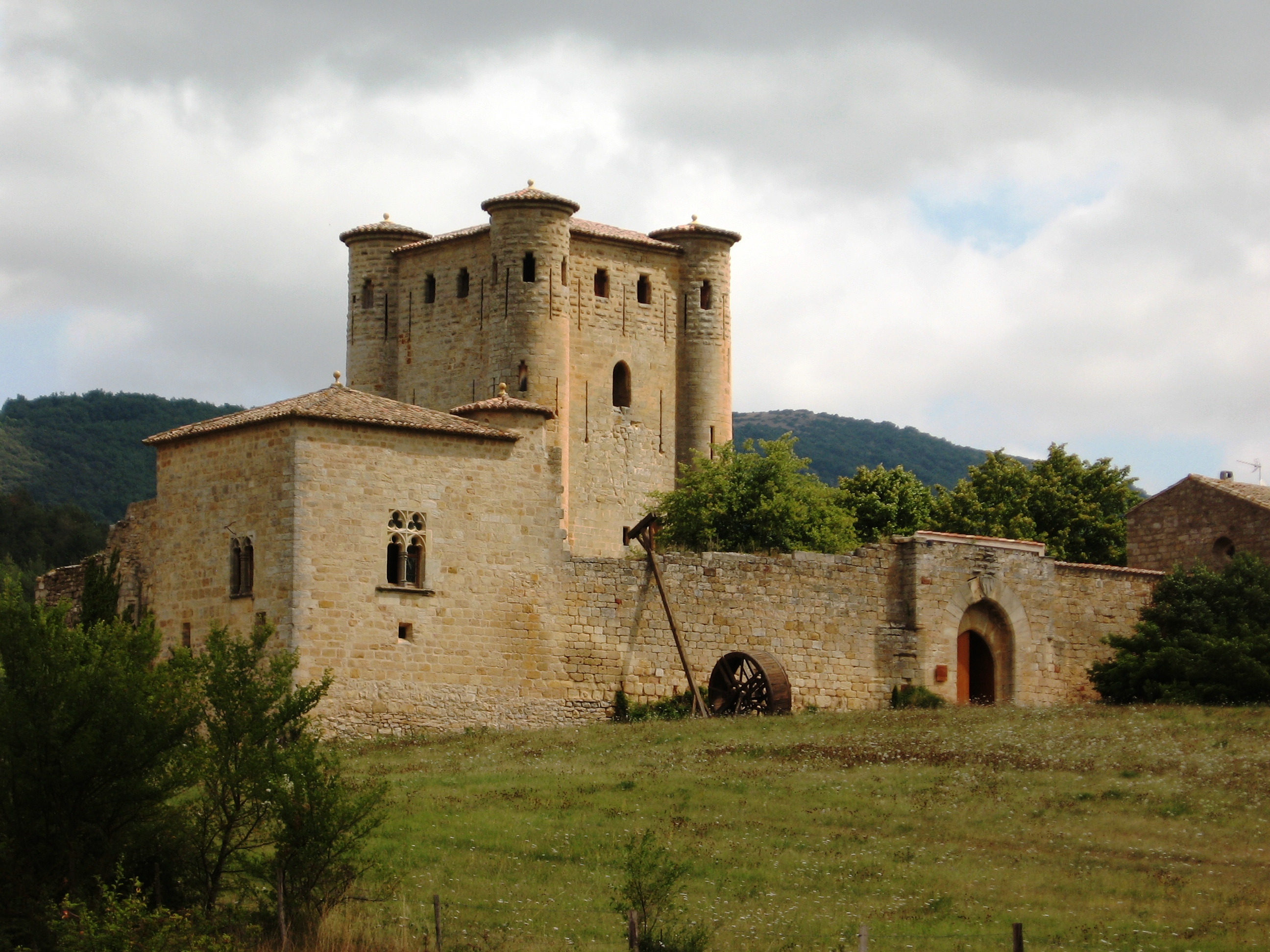
Burg Arques
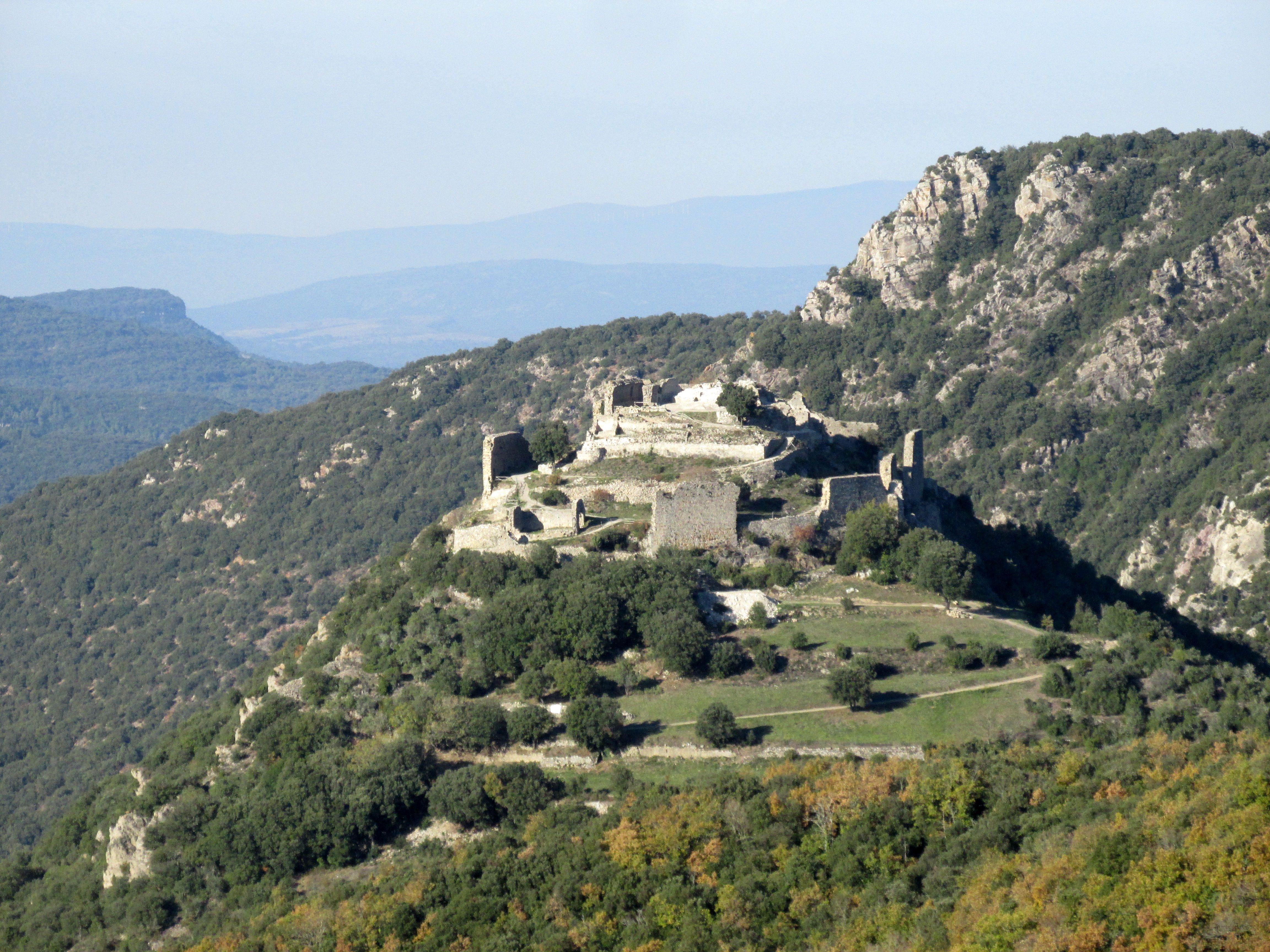
Burg Termes
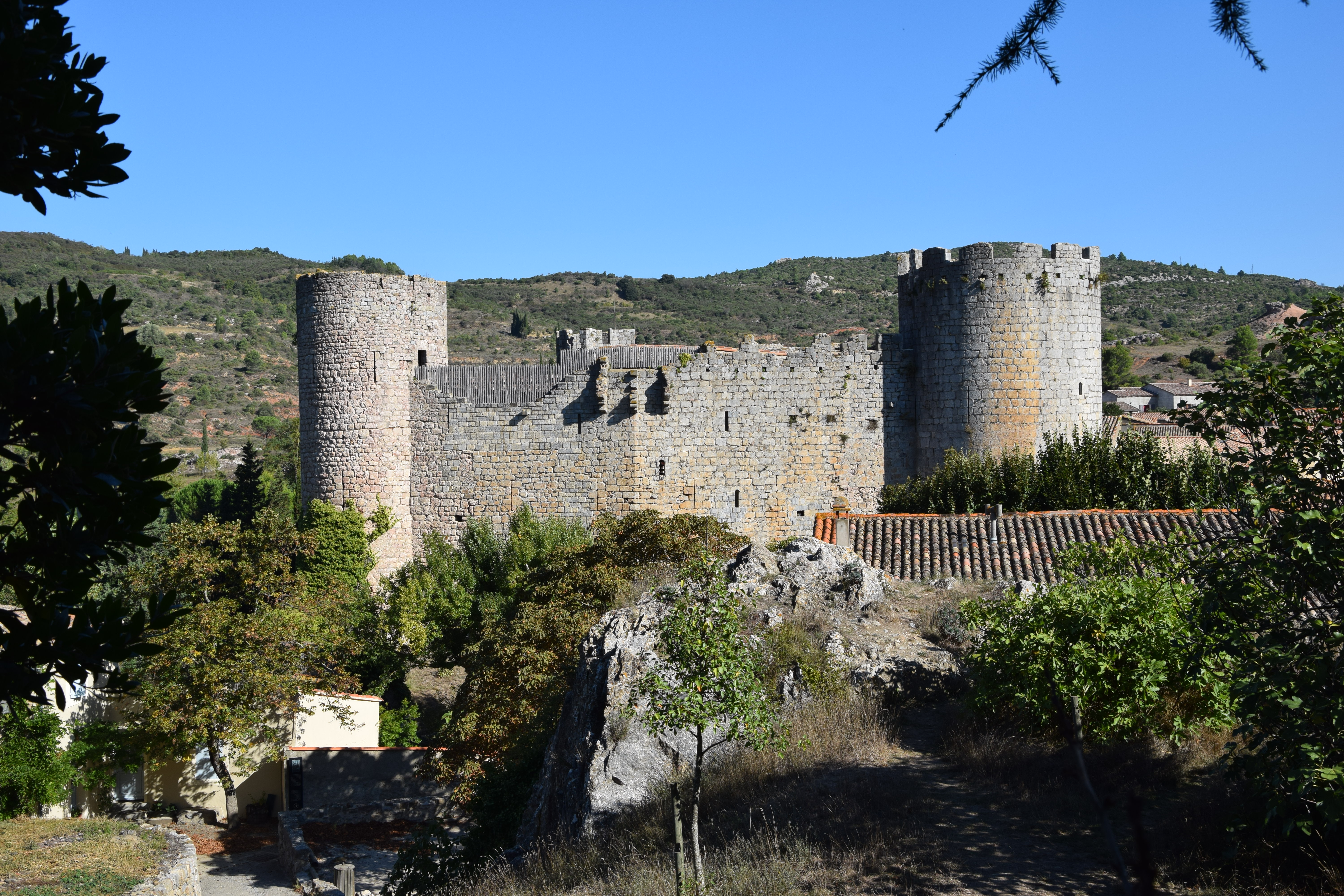
Burg Villerouge-Termenès

## Zielsetzung des Naturparks
Das Leitmotiv des Parks ist der gemeinsame Aufbau einer territorialen Dynamik, indem ein Markenimage genutzt wird, um die lokale Wirtschaft und touristische Attraktivität zu stärken und gleichzeitig das Lebensumfeld der Einwohner zu verbessern. Der Regionale Naturpark bietet eine Gelegenheit für die beteiligten Gemeinden, gehört und durch konkrete Maßnahmen unterstützt zu werden. Er ist ein Qualitätsinstrument, das den ländlichen Gebieten zur Verfügung steht, damit das Territorium lebendig und stark bleibt und so den Weg einer nachhaltigen Entwicklung verfolgen kann.